# Biserica de lemn din Brădicești

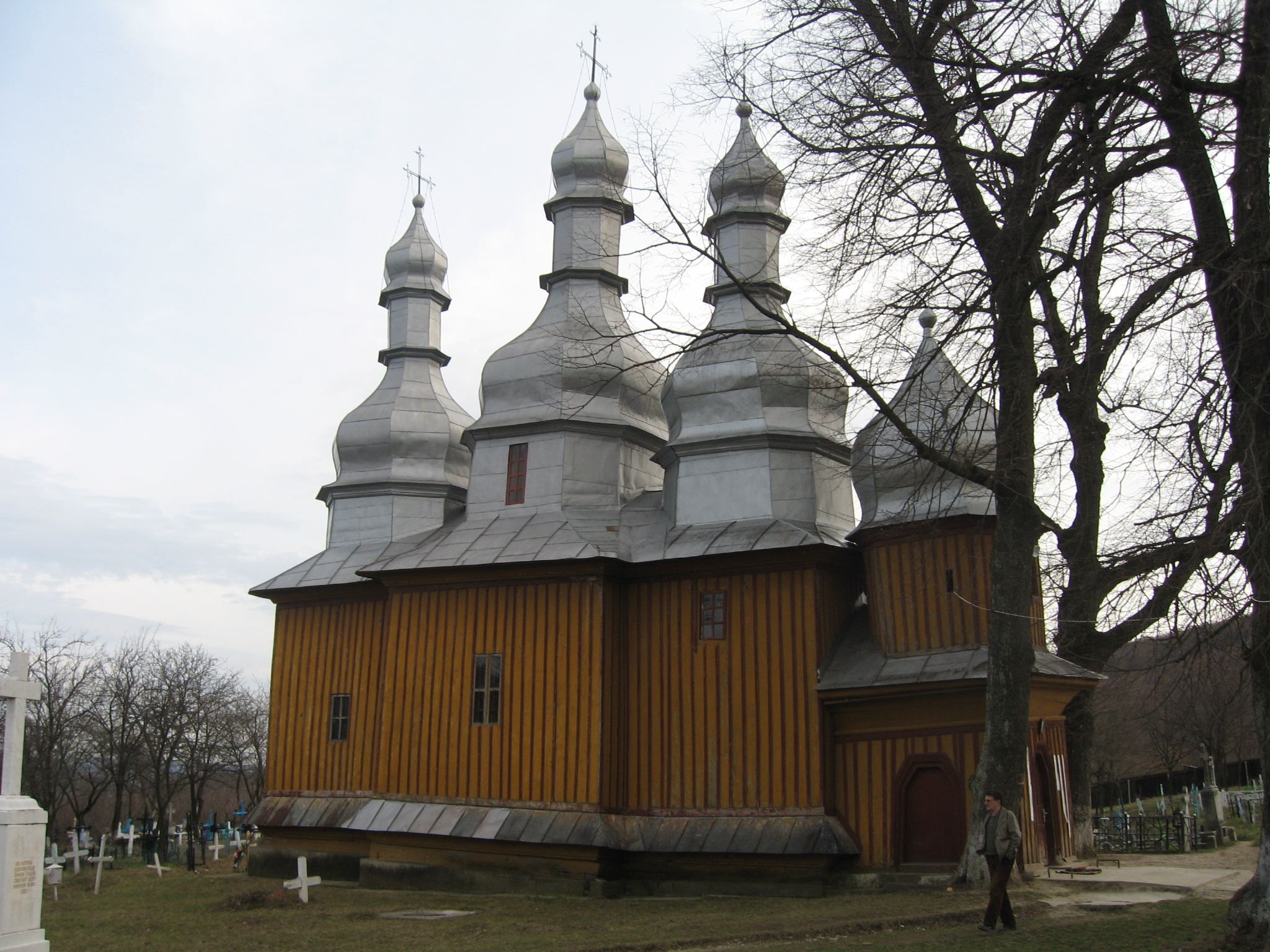
Biserica de lemn din Brădiceşti.

Biserica de lemn cu hramul Buna Vestire din Brădicești a fost construită în anul 1691 în satul Brădicești din comuna Dolhești (aflată în județul Iași). Ea se află localizată în cimitirul satului, fiind parte a Mănăstirii Brădicești.  
Biserica de lemn din Brădicești a fost inclusă pe Lista monumentelor istorice din județul Iași din anul 2015, având codul de clasificare cod LMI IS-II-m-B-04110.

## Istoric
Episcopul Varlaam al Hușilor a avut ideea de a construi o reședință episcopală în care să se refugieze din calea năvălitorilor care prădau Hușiul. În desele lor năvăliri, tătarii distruseseră reședința episcopală și documentele bisericești. PS Varlaam a întemeiat Schitul Brădicești pe moșia logofetesei Maria Racoviță, văduva logofătului Nicolae Racoviță (d. 1686). Aceasta a donat Bisericii „Buna Vestire”, printr-un document din 28 decembrie 1691, o parte din moșia primită ca zestre, pentru a deveni și ea ctitoră.
Biserică de lemn cu hramul „Buna Vestire” a fost construită între anii 1691-1692. Episcopul Varlaam este creditat drept ctitor al bisericii în mai multe documente vechi. În Hotărârea Sinodului Mitropoliei Moldovei din 2 noiembrie 1712, prin care schitul devine metoh al Episcopiei Hușilor, se arată ca și ctitor Vlădica Varlaam. Într-o carte domnească din 1761, domnitorul Ion Theodor Callimachi scrie că „Ne-au spus cinstit părintele și rugătorul nostru Sfinția Sa Kir Inochentie, episcopul Hușilor, cum că are sfințita Episcopie un metoc, anume Brădiceștii, în Ținutul Fălciului, făcut de un răposat Varlaam episcopul. Acea moșie, unde a fost metoc, au cumpărat-o cu bani, în mijlocul unui codru”. De asemenea, în pomelnicul Episcopului Iacob Stamate al Hușilor din 1782, PS Varlaam este trecut drept ctitor al Schitului Brădicești. 
Documentele menționează că în anul 1739 schitul a fost atacat de către tătari, care au furat toate odoarele din metal prețios și toate documentele Episcopiei de Huși adăpostite aici, iar monahii au fost luați ca robi. După atacul tătarilor, schitul este refăcut abia în 1756 de către episcopul Inochentie și domnitorul Matei Ghica (1753-1756) care s-au retras aici din cauza unei epidemii de ciumă. Episcopul Inochentie a adus o serie de adăugiri complexului mănăstiresc, el adăugând catapeteasma (1766) și pridvorul închis (1768). 
Între anii 1852-1853 s-au efectuat lucrări ample de reparații, din inițiativa episcopului Meletie Istrati al Hușilor (1851-1857), care a făcut mai multe vizite la schit și a văzut starea de ruină a acestuia. El a dobândit un ajutor de 7.050 lei de la Departamentul Trebilor Bisericești (episcopul a contribuit și el cu 650 lei din banii proprii). Lucrările de reparații au fost realizate de Ignațiu Lorenzo, arhitectul orașului Bârlad. Ca urmare a faptului că biserica se afundase în pământ cu mai mai mult de jumătate de metru din cauza putrezirii temeliei de bârne, construcția a fost ridicată în sistemul „cumpănă”, fiind înlocuite bârnele putrezite de la talpa de stejar, așezată pe temelia de piatră. Au fost placați pereții exteriori ai bisericii cu scânduri de brad, iar acoperișul de șindrilă putredă a fost înlocuit cu unul din tablă. De asemenea, au fost spălate icoanele catapetesmei de depunerile groase de praf și fum, iar ramele pictate de ieromonahul Lavrentie. Lucrările au fost finalizate la 4 septembrie 1853, costând 9065 lei și 10 parale.
Biserica a fost schit de călugări până în anul 1863, când acesta s-a desființat ca urmare a Legii secularizării averilor mănăstirești. Lăcașul de cult a devenit biserică sătească, iar, prin Legea din 1893, biserică parohială. Edificiul a suferit reparații și în anul 1883. 
În anul 1903 s-a făcut o nouă reparație capitală a bisericii prin contribuția benevolă a credincioșilor parohiei, schimbându-se pardoseala de brad de la pereții exteriori cu alta, tot de brad și înlocuindu-se o parte a acoperișului de tablă. Tot atunci s-au zugrăvit pereții interiori și s-au vopsit stranele. 
Redeschisă în anul 1945, după război, este reînchisă din nou în septembrie 1959, odată cu promulgarea Decretului Consiliului de Stat nr. 410 din 28 octombrie 1959, care a avut ca efect eliminarea din așezămintele monahale a mai bine de trei sferturi din numărul viețuitorilor și viețuitoarelor existente până la acea dată. Biserica schitului, cu toată averea mobilă și imobilă, a trecut în patrimoniul Parohiei Brădicești. În anul 1961 s-au efectuat noi reparații ale bisericii, fiind înlocuit vechiul acoperiș din tablă, care se uzase, cu altul nou, din tablă zincată.
În anul 1992, mănăstirea a fost deschisă pentru a treia oară. În prezent, în mănăstire viețuiesc 5 călugări. 
Biserica de lemn din Brădicești necesită în prezent lucrări de restaurare, reabilitare și reconversie, dar și reparații curente și lucrări de conservare. 

## Arhitectura bisericii
Biserica de lemn din Brădicești este valoroasă prin stilul arhitectural, similar bisericilor rusești medievale. Arhitectul Smaranda Gâlea consideră proporția și volumetria acesteia ca fiind deosebit de importante, lăcașul de cult fiind unica biserică de lemn din zonă cu aceste proporții. Edificiul are următoarele dimensiuni: lungime - 16,60 m, lățime maximă în naos - 6 m și înălțimea pereților - 5,10 m. 
Biserica este construită din bârne din lemn de stejar de 20 cm grosime, pe temelie de piatră. Pereții exteriori sunt căptușiți cu scânduri de brad dispuse vertical, vopsite cu ulei de culoare galbenă. Edificiul are plan dreptunghiular, cu naos supralărgit și este împodobit cu patru turle din tablă galvanizată dispuse în linie, cu acoperișurile în formă de „bulb de ceapă”, după modelul rusesc. Cea mai înaltă turlă are înălțimea de 14 m. Acoperișul are două streșini, după felul bisericilor de lemn din nordul Carpaților, model întâlnit îndeosebi la ucraineni. 
Edificiul este compartimentat în patru încăperi: pridvor, pronaos, naos și altar. În anul 1768 a fost construit un turn clopotniță din lemn, cu o turlă în formă de bulb de ceapă acoperită cu tablă, fiind lipit de zidul bisericii. La parterul turnului clopotniță se află un pridvor pe unde se intră în biserică, cu o pardoseală mai joasă decât cea a restului bisericii. Intrarea în pridvor se face prin două uși amplasate pe latura nordică și pe cea vestică, care sunt frumos profilate cu chenare groase teșite. Pridvorul are înălțimea de 3,30 m, peste care se înalță clopotnița. 
Pronaosul are o înălțime liberă de 3 m, deasupra sa aflându-se cafasul cu o înălțime liberă de 2,30 m. Cafasul este încadrate de un balcon cu elemente decorative sculptate: brâie suprapuse sub forma de frânghie, melci și o balustradă cu elemente verticale sub forma unor fusaiole. Deasupra cafasului se află o turlă octogonală cu înălțimea totală de 6,70 m (de la nivelul cafasului) și cu ferestre. Naosul și pronaosul au câte o fereastră pe fiecare perete lateral, cele de la naos fiind mai mari, iar cele de la pronaos mai mici și așezate aproape sub cornișă.  Turla aflată deasupra naosului are înălțimea de 10,58 m și este prevăzută cu ferestre.  Altarul bisericii are plan dreptunghiular, cu două mici ferestre laterale.  Turla aflată deasupra altarului are înălțimea de 9,80 m. 
La origine, pereții de interior nu erau pictați. Icoanele din catapeteasmă sunt pictate în ulei, în stil bizantin. Întreaga catapeteasmă este lucrată artistic, fiind făcută în anul 1766 de episcopul Inochentie al Hușilor.
Acoperită cu șindrilă până în anul 1852, biserica are astăzi învelitoare din tablă zincată. Dintre obiectele de valoare menționăm iconostasul datând din 1766 și un clopot de bronz din 1779.

## Imagini

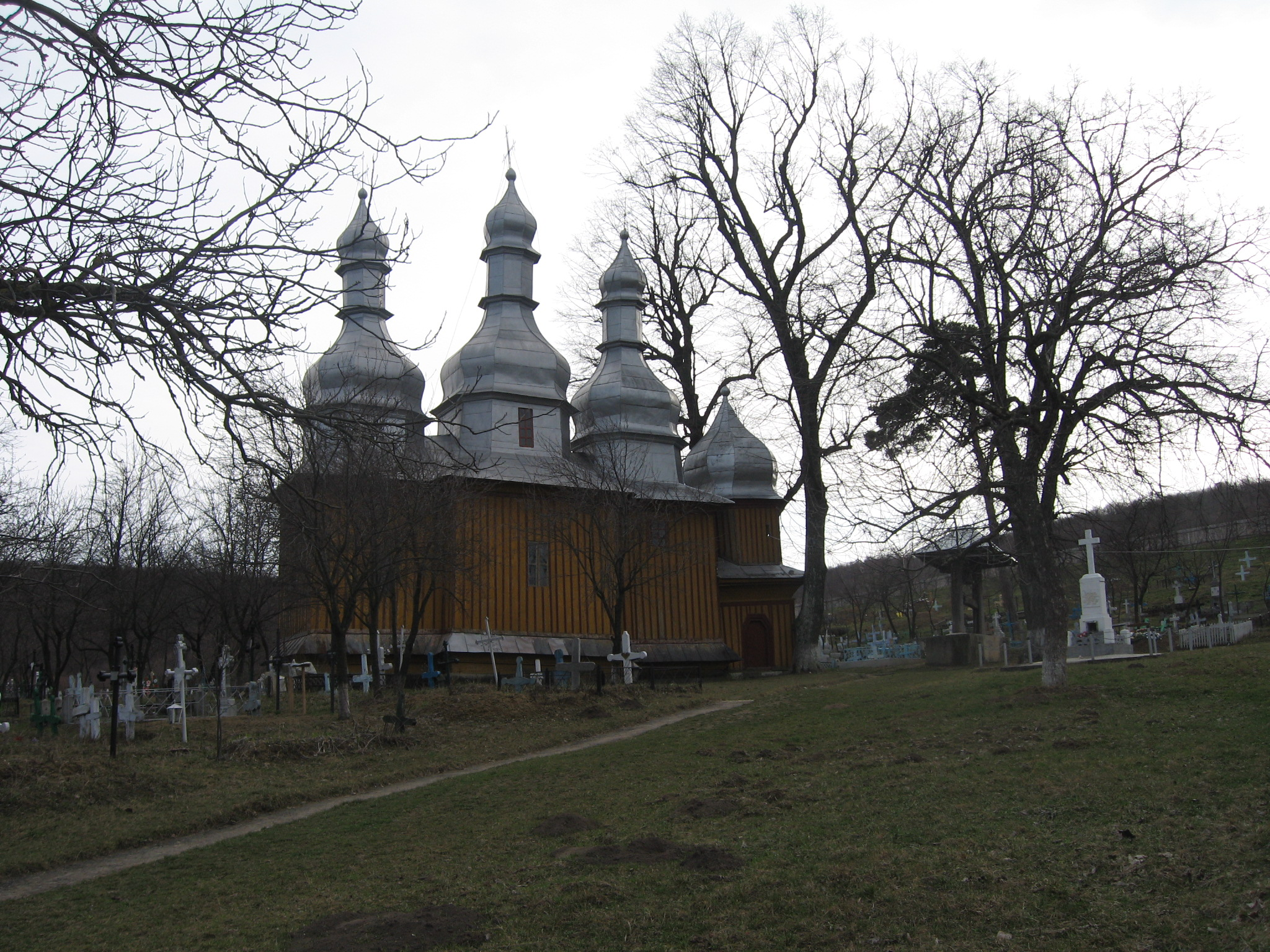
Vedere dinspre intrarea în cimitir
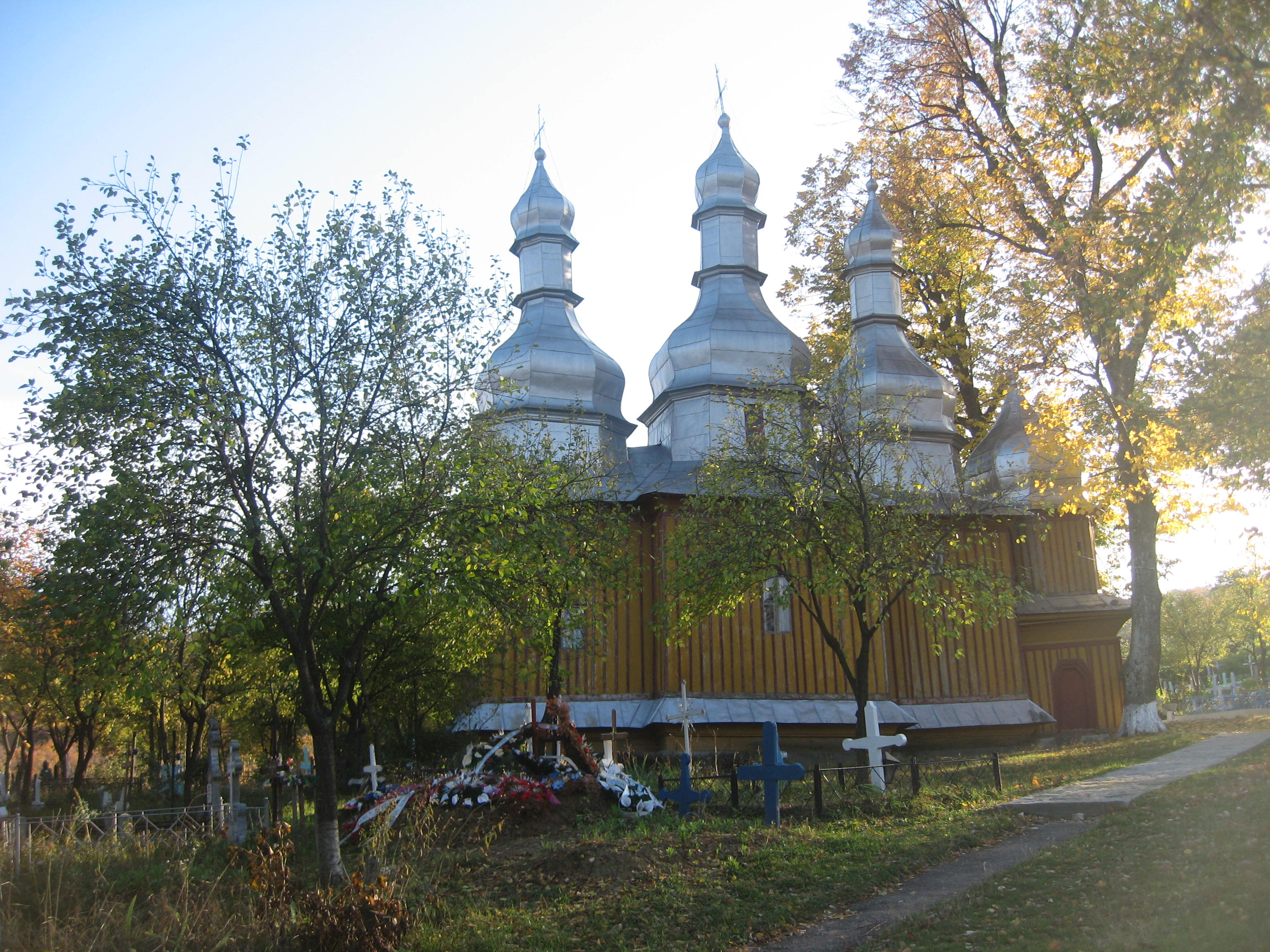
Vedere dinspre intrarea în cimitir
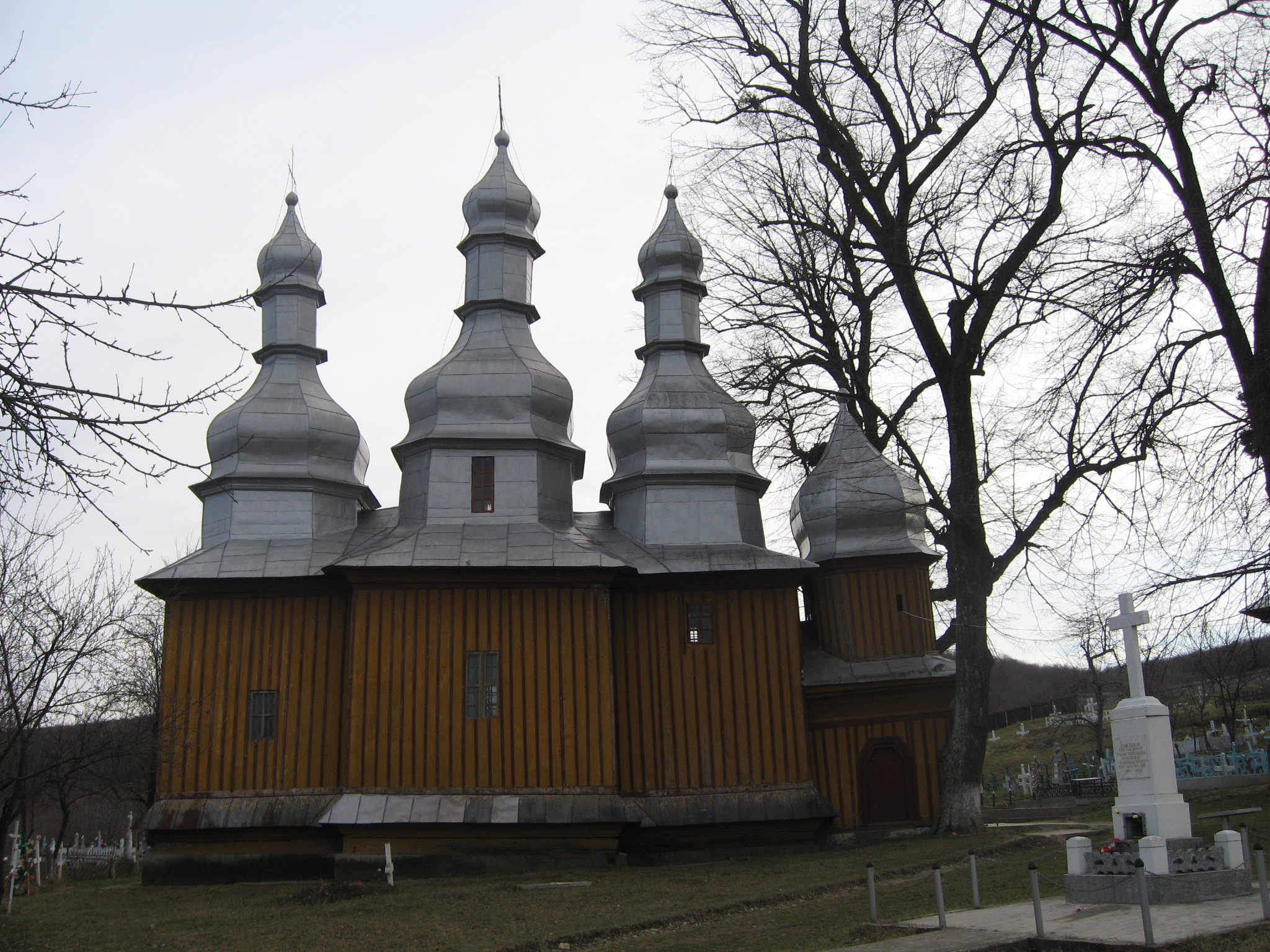
Vedere de pe latura nordică
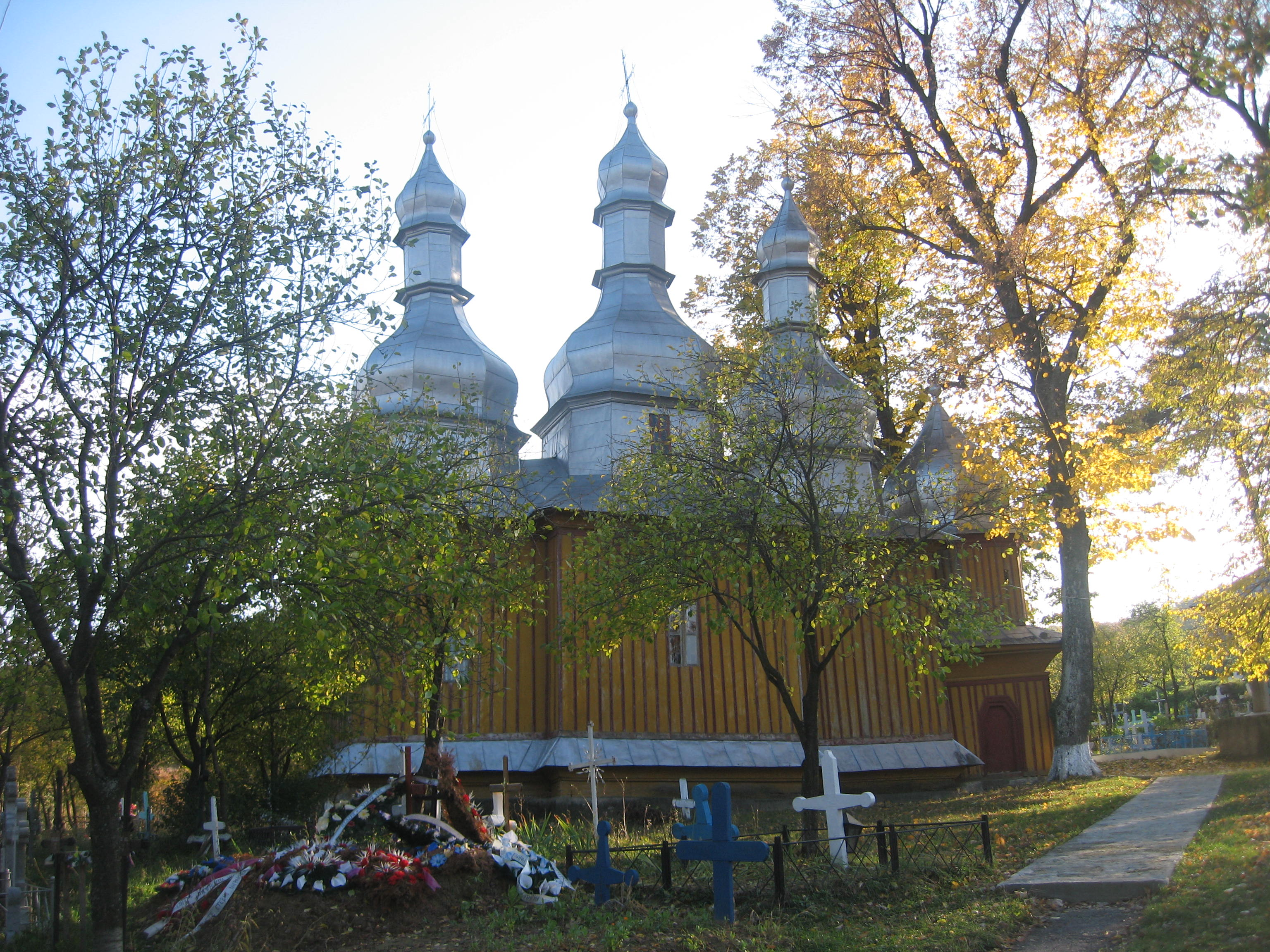
Vedere de pe latura nordică
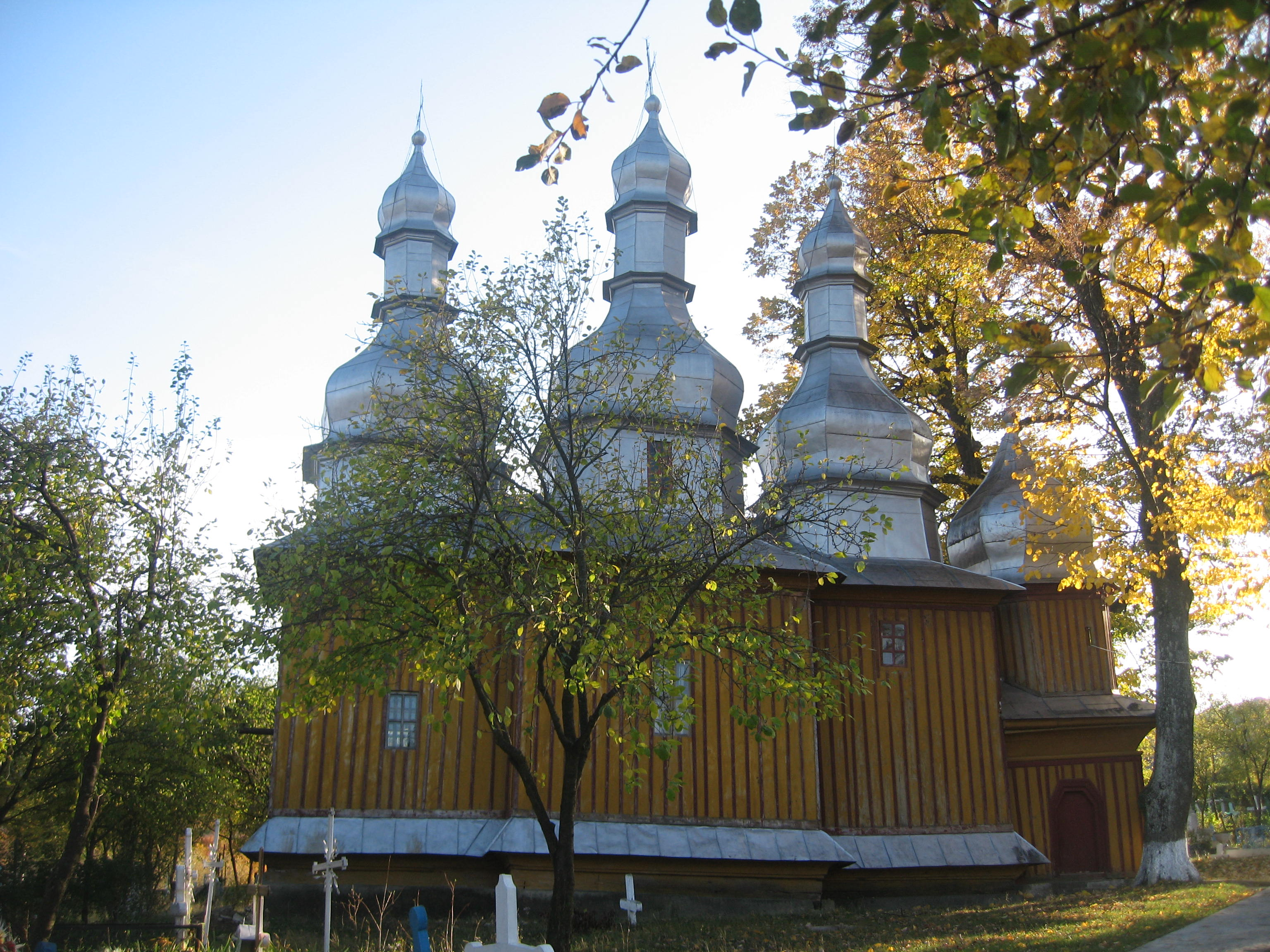
Vedere de pe latura nordică
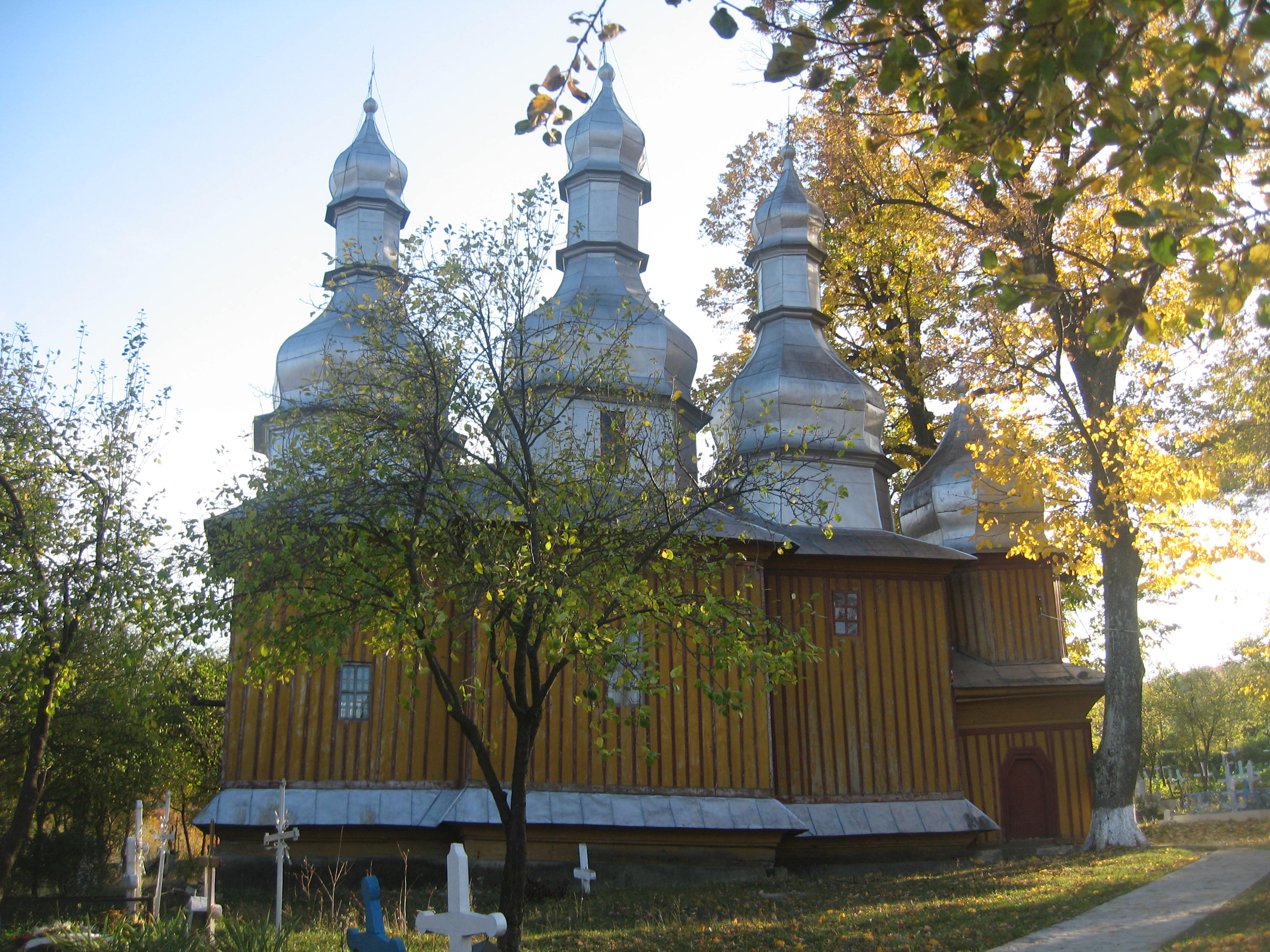
Vedere de pe latura nordică
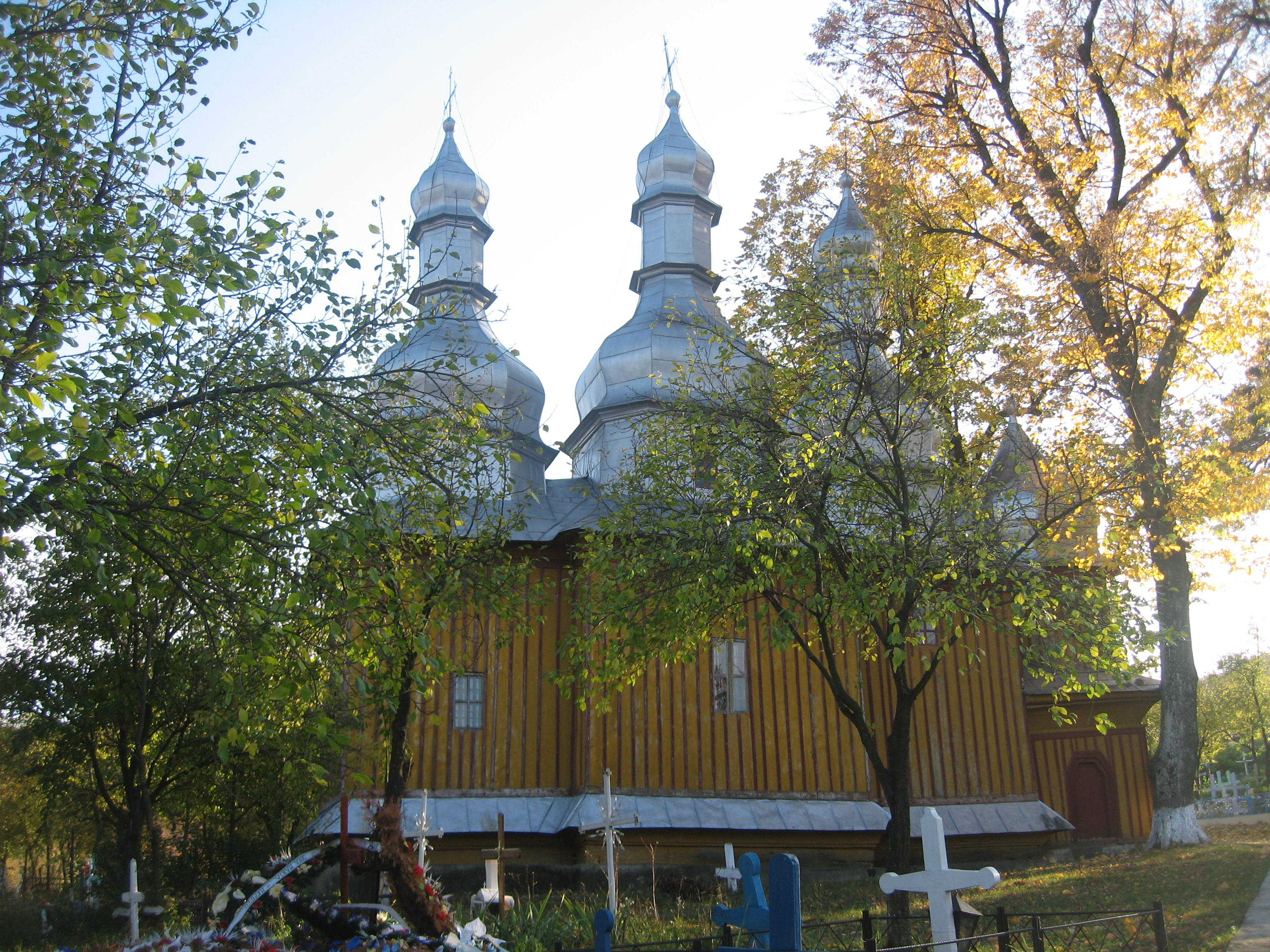
Vedere de pe latura de nord
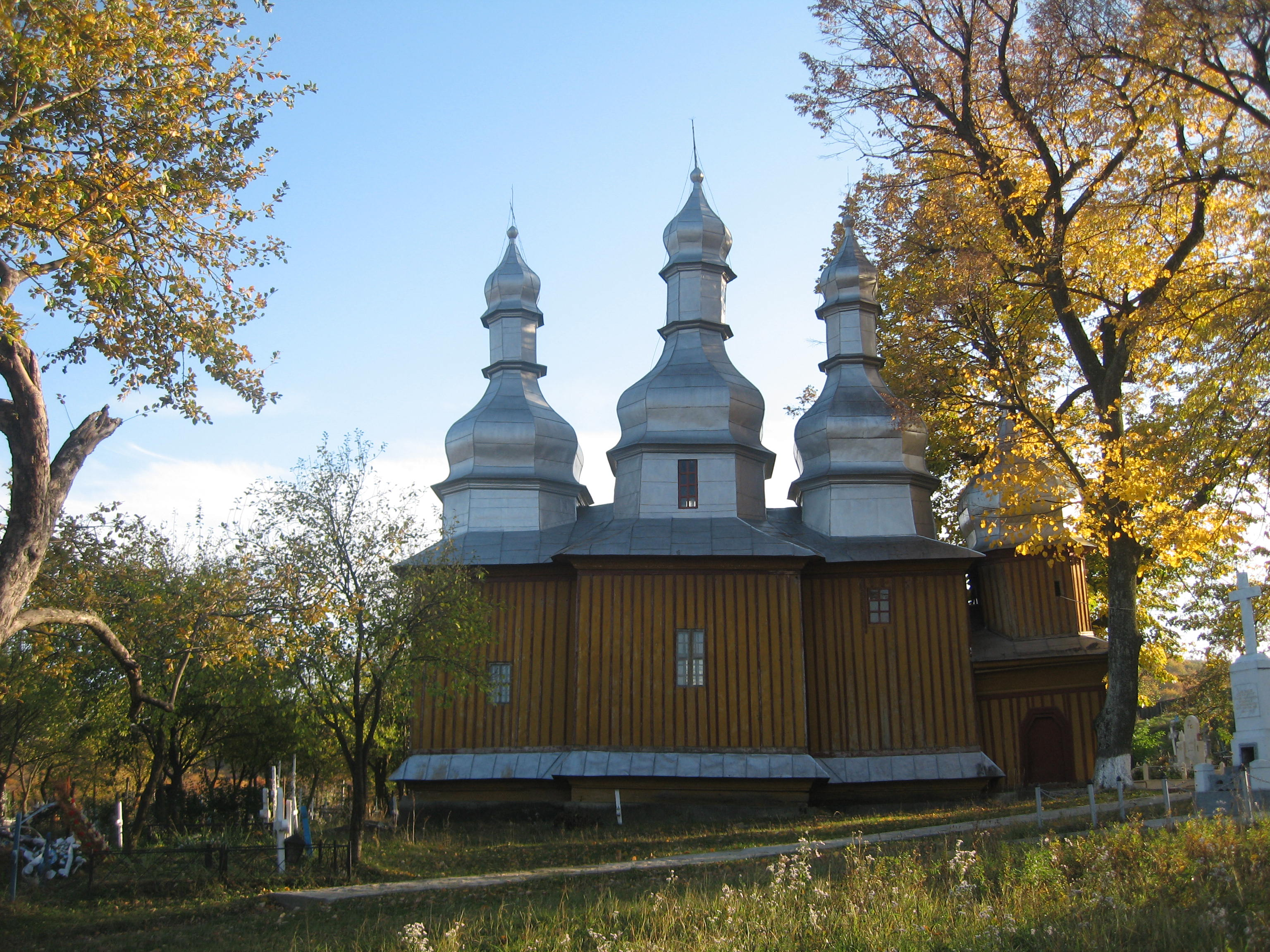
Vedere de pe latura de nord
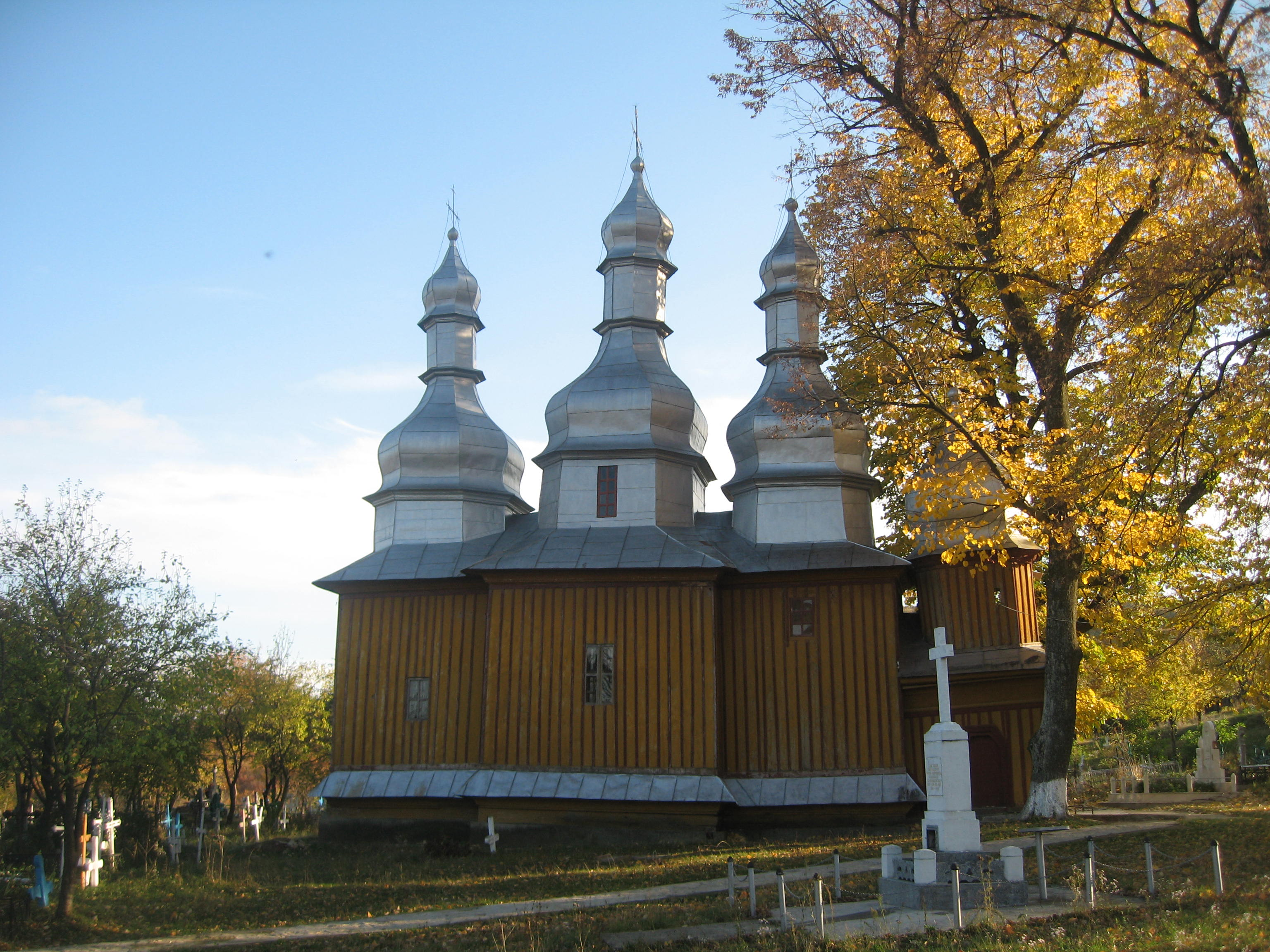
Vedere de pe latura de nord
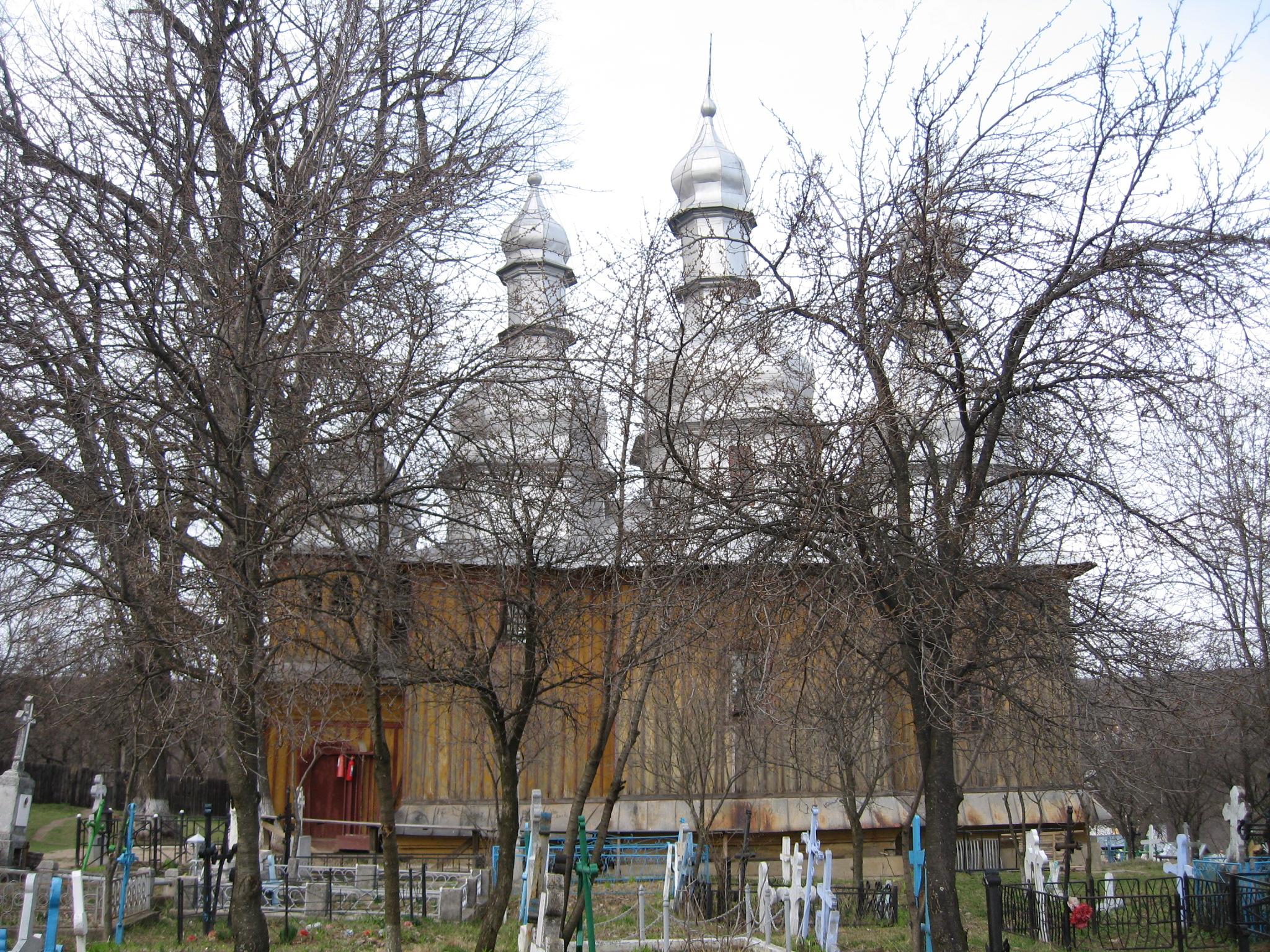
Vedere de pe latura sudică
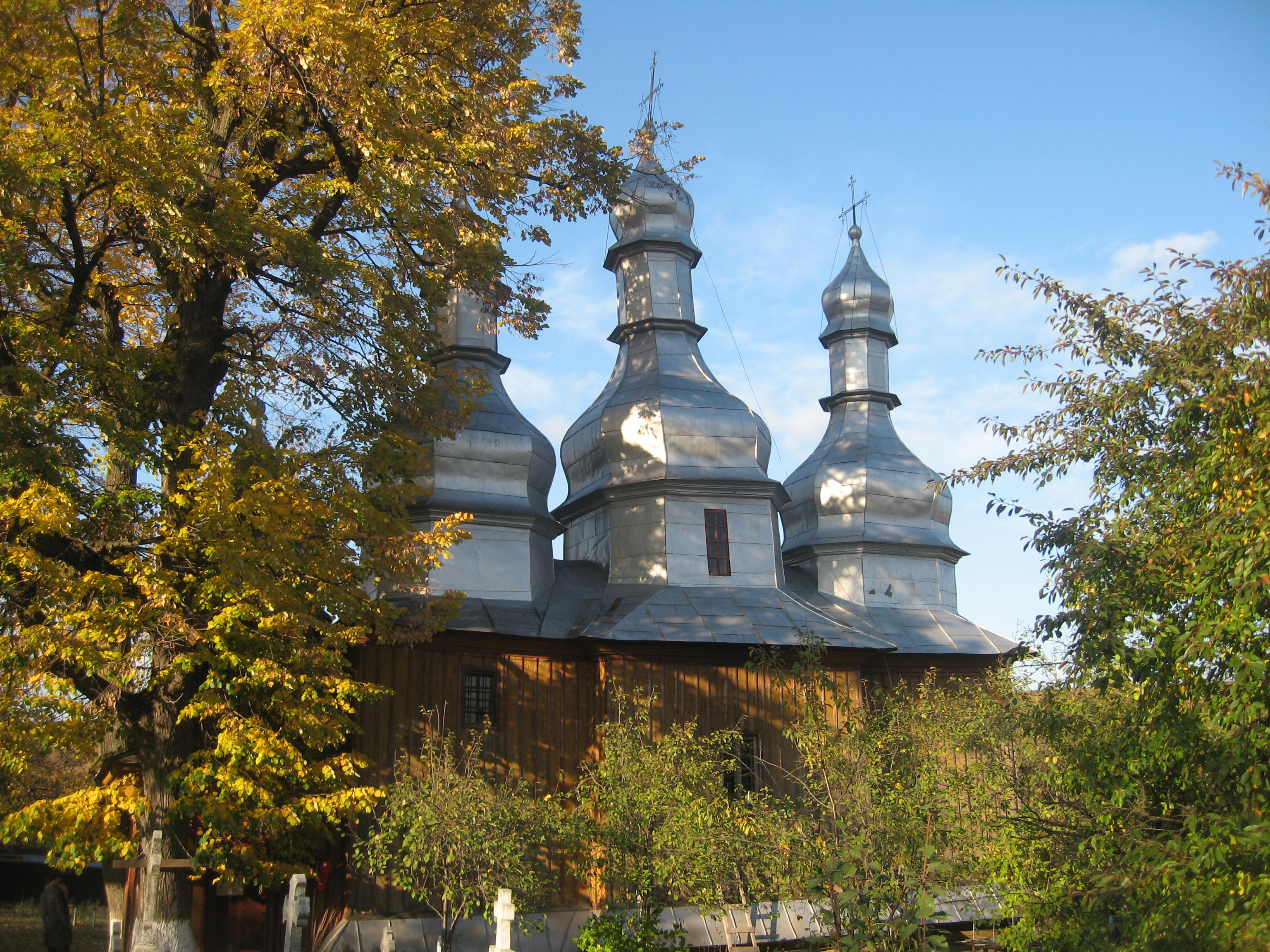
Vedere de pe latura sudică
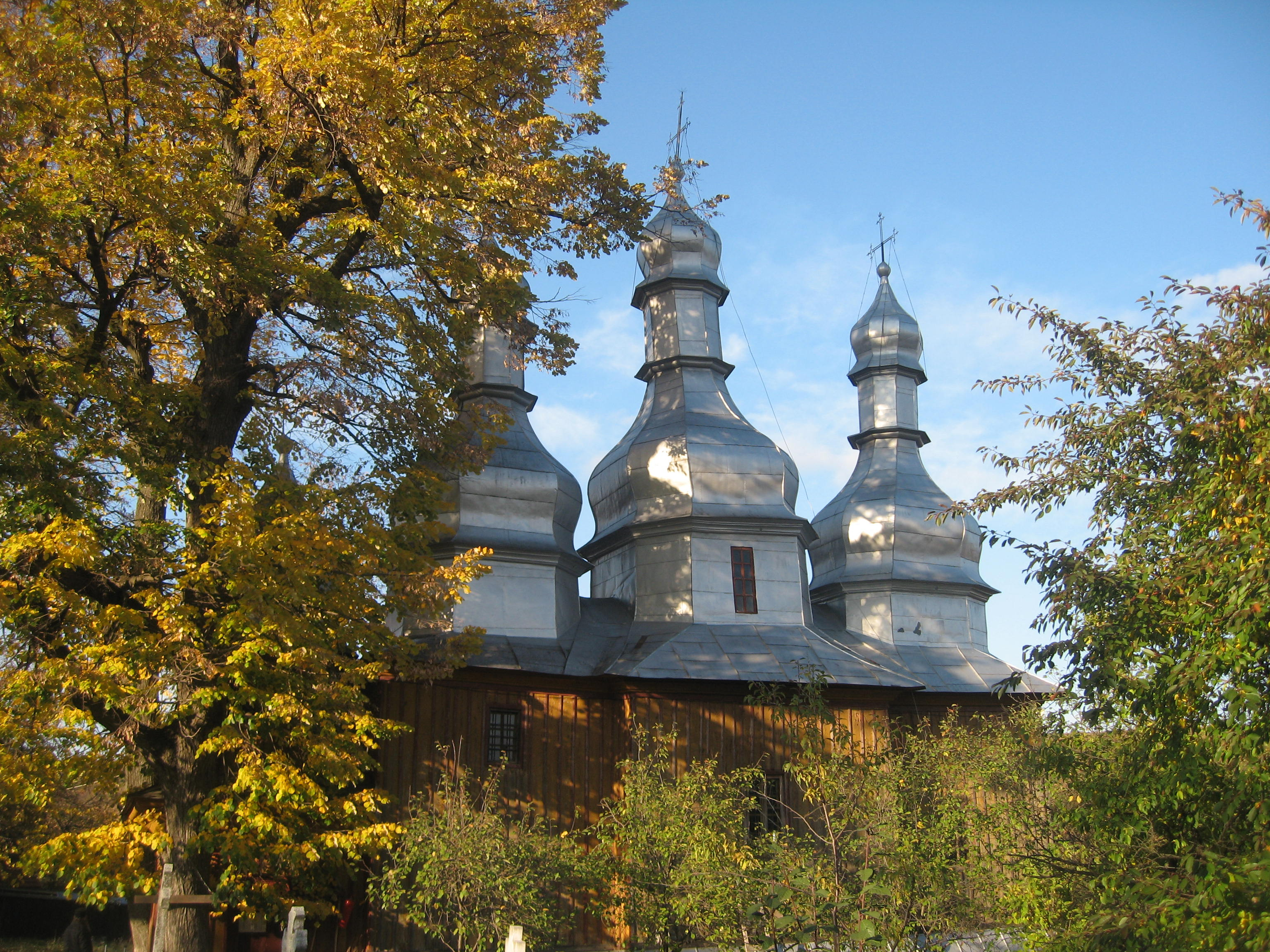
Vedere de pe latura sudică
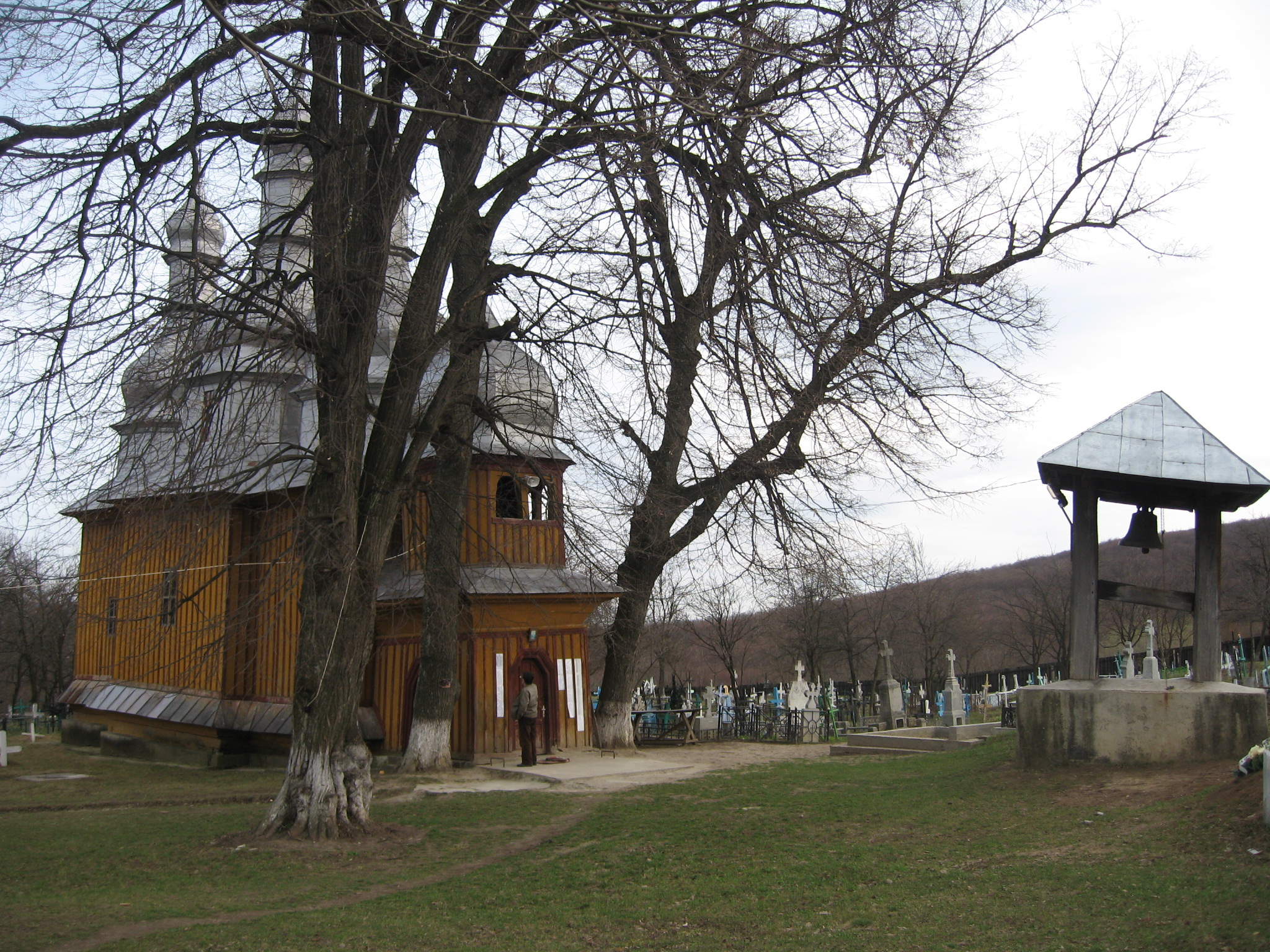
Biserica de lemn și clopotnița
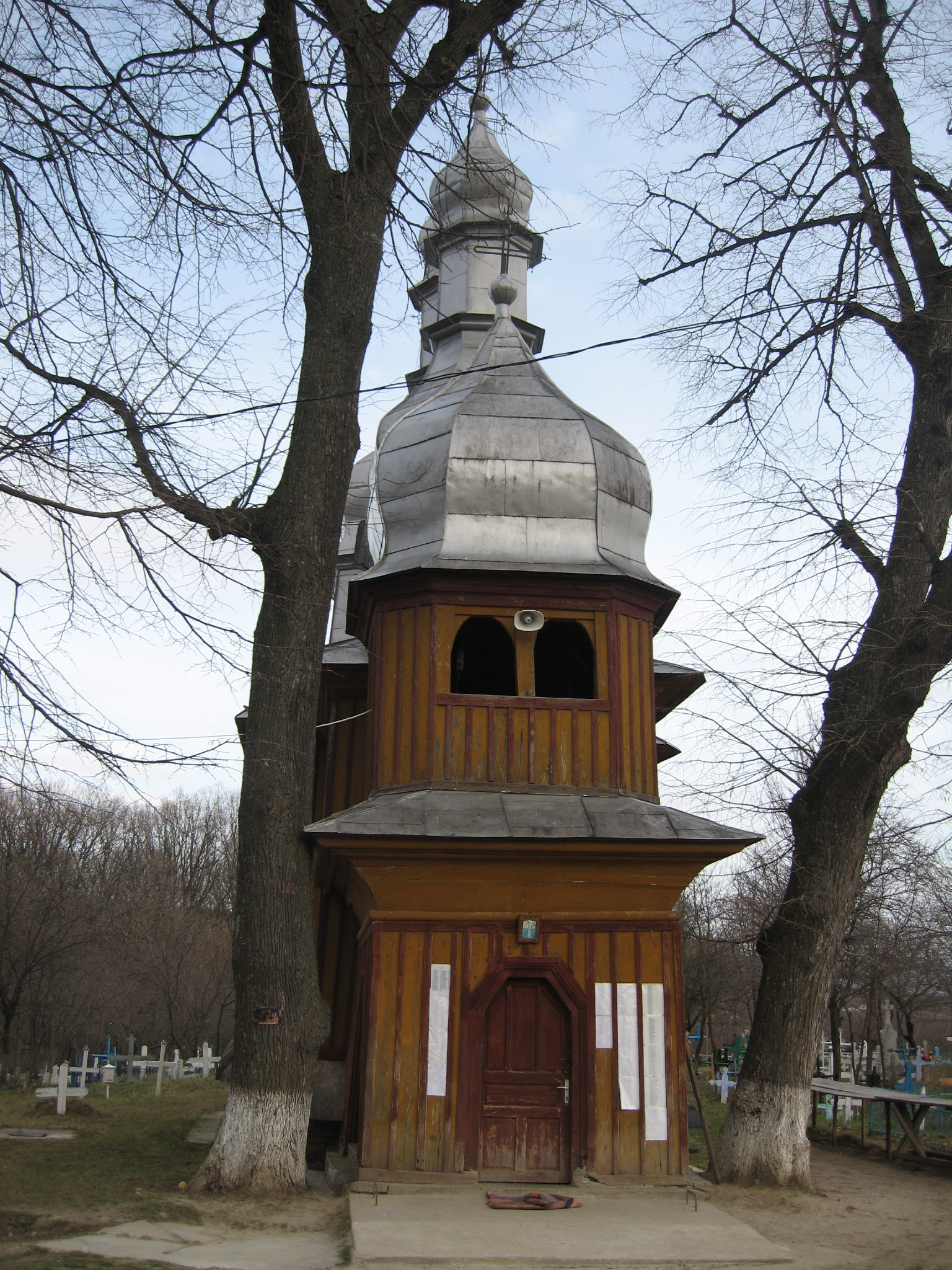
Biserica de lemn privită din față
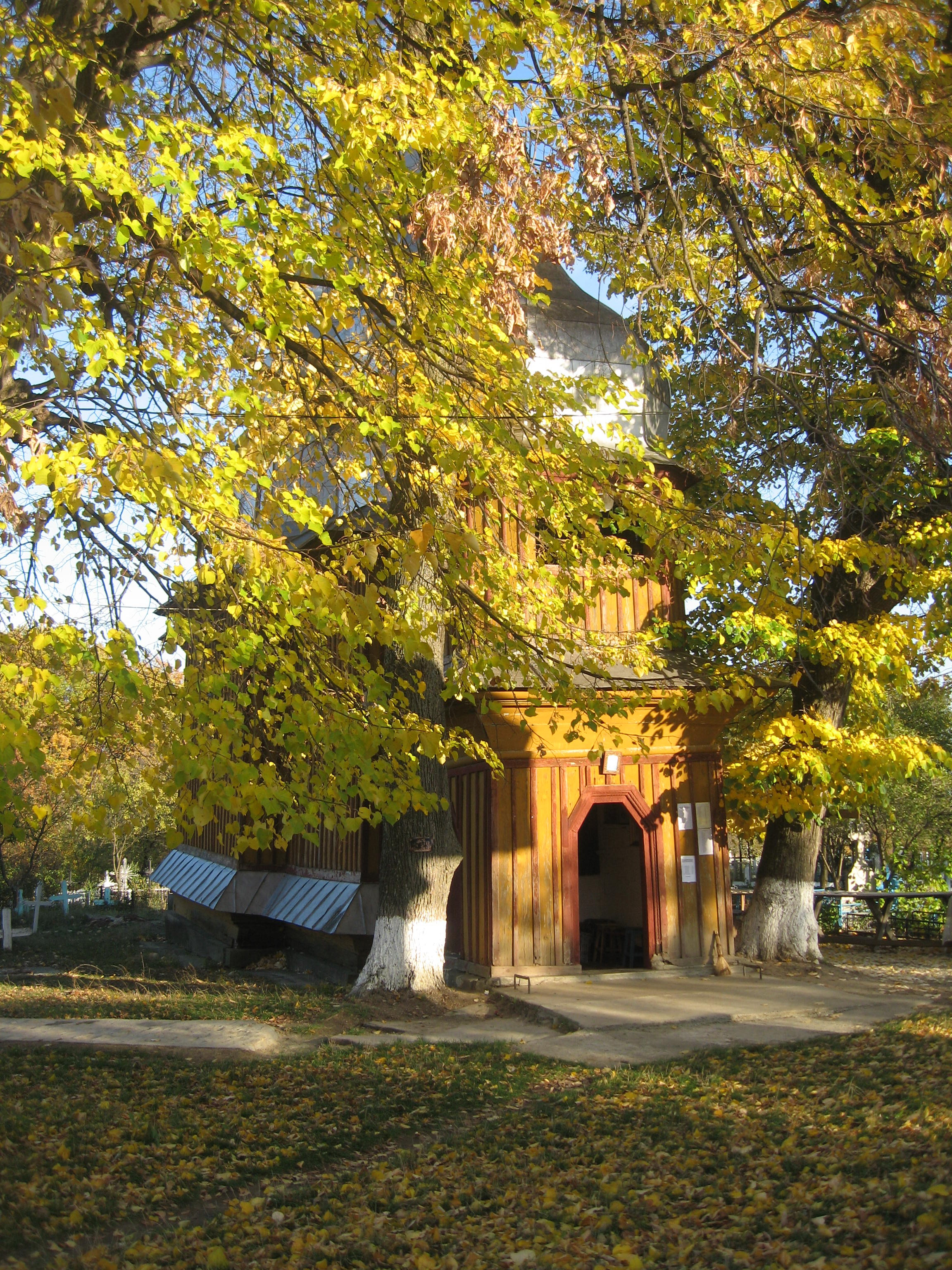
Vedere din față
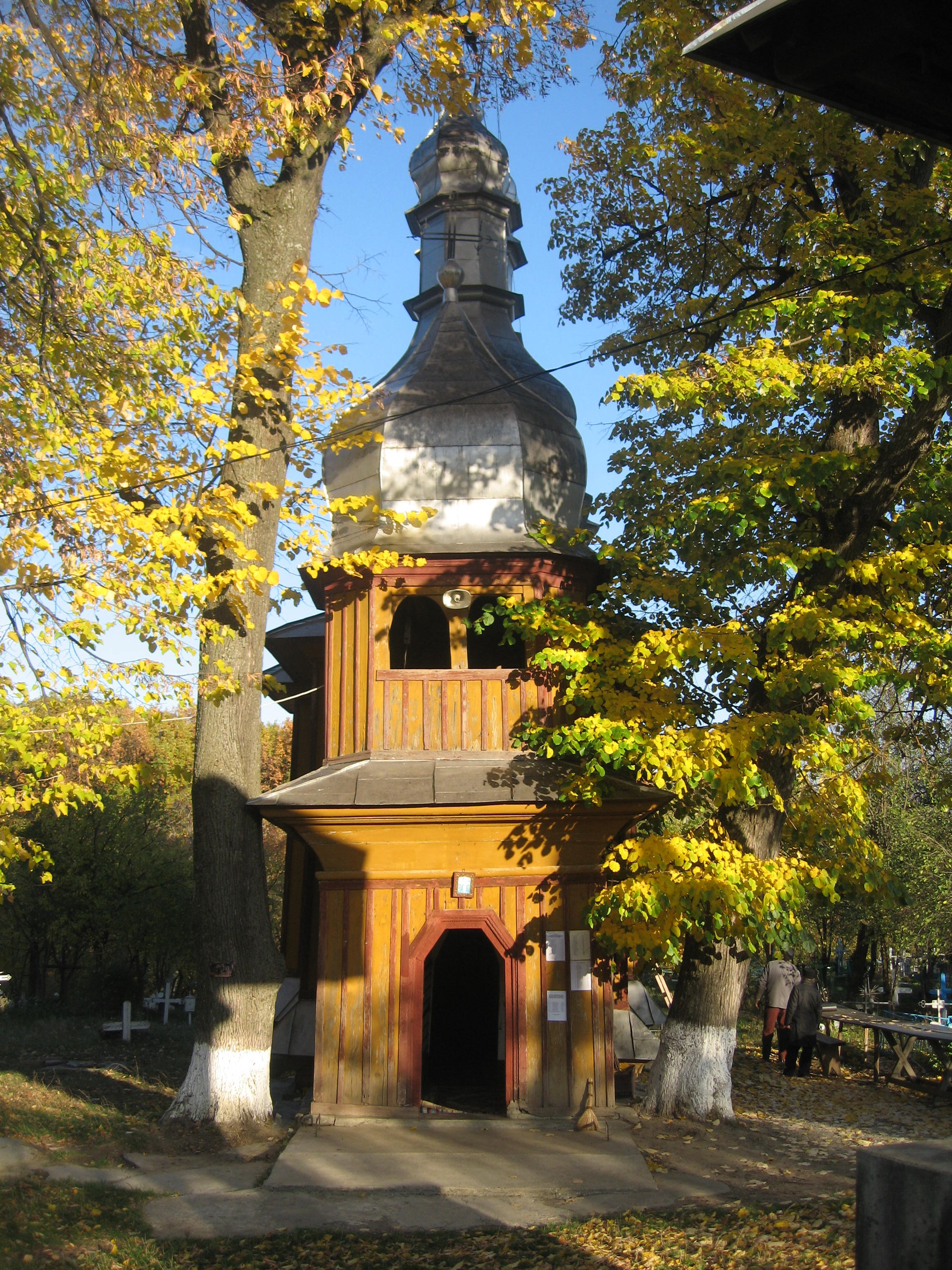
Vedere din față
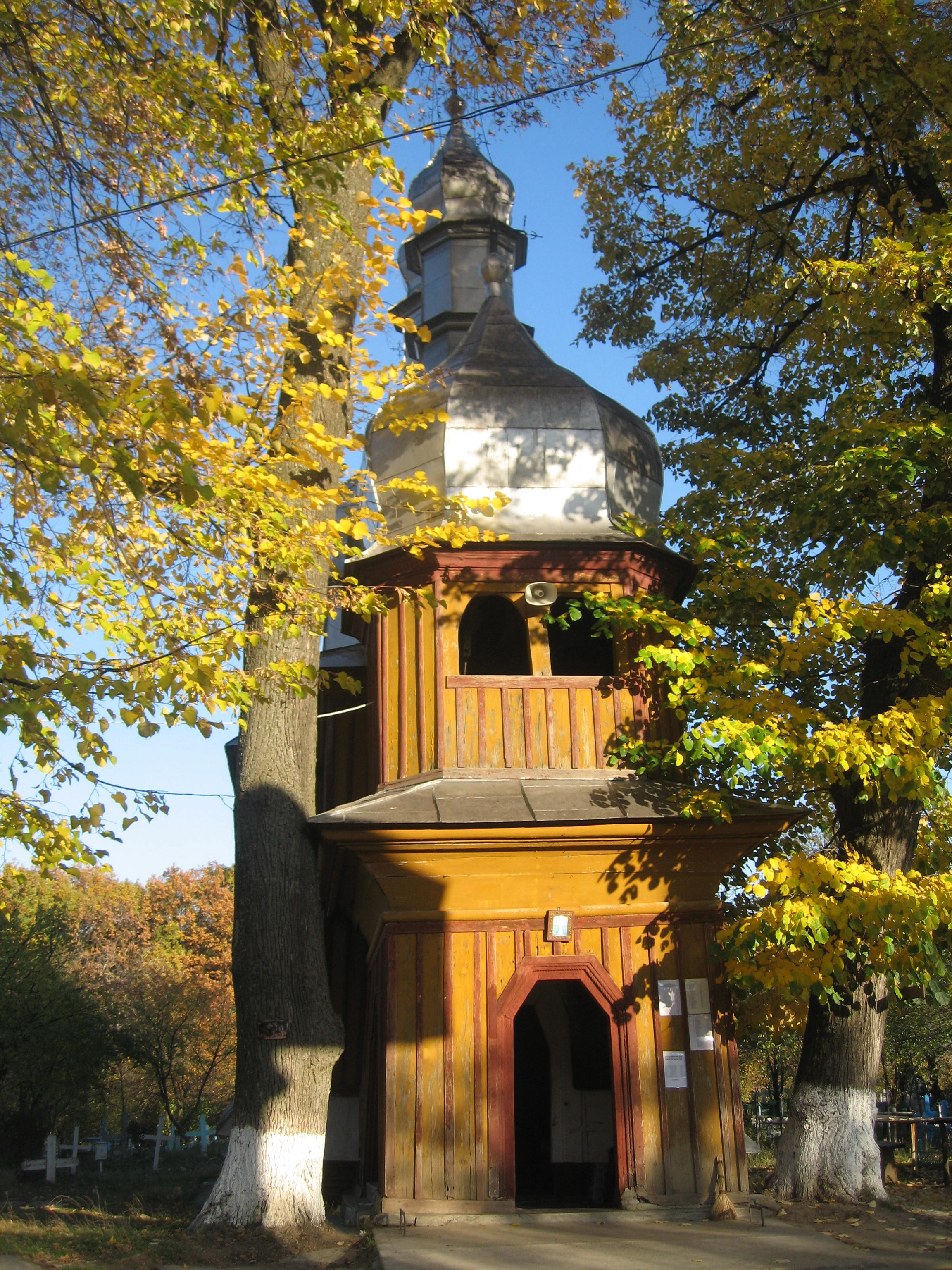
Vedere din față
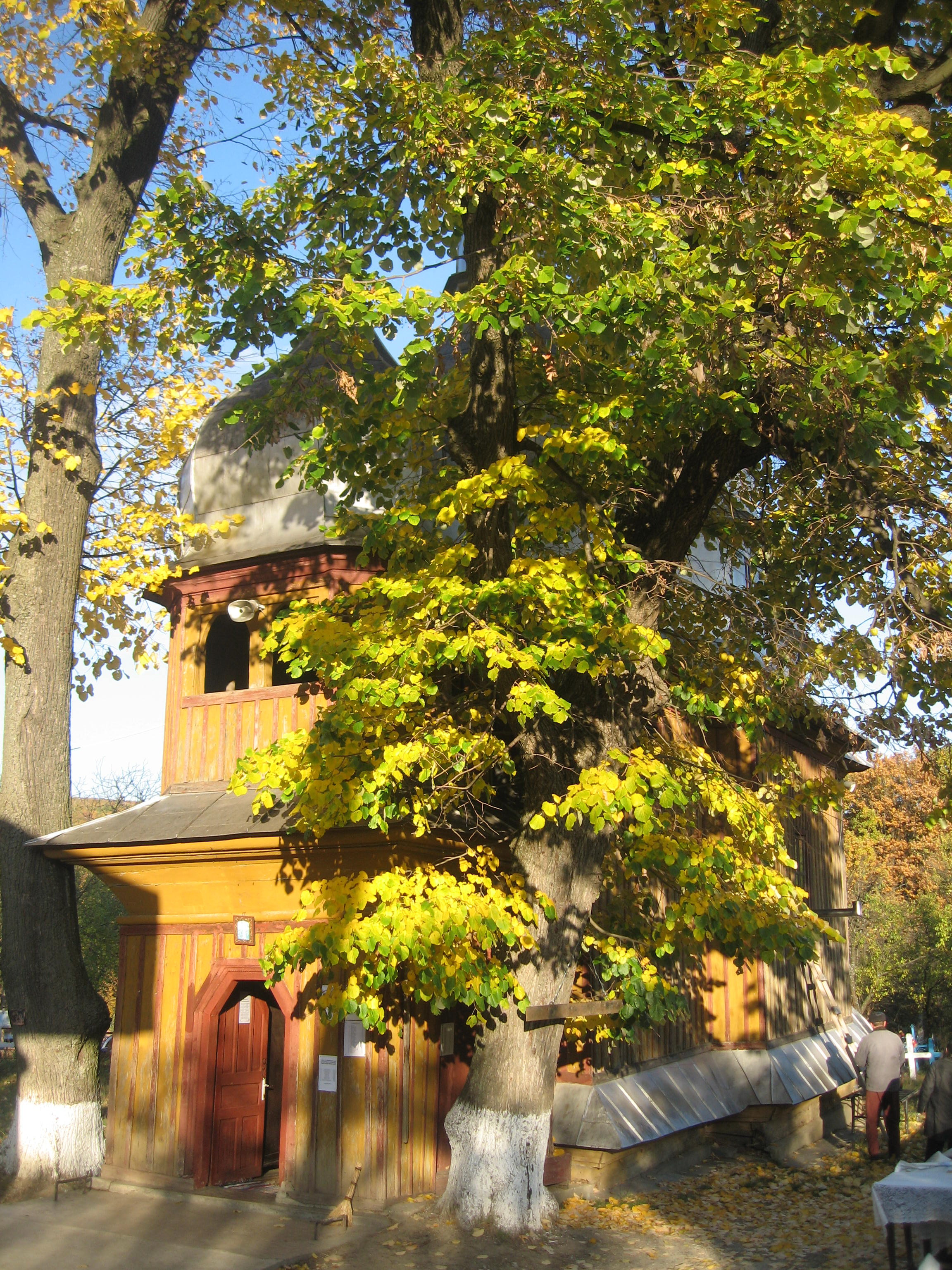
Vedere din față
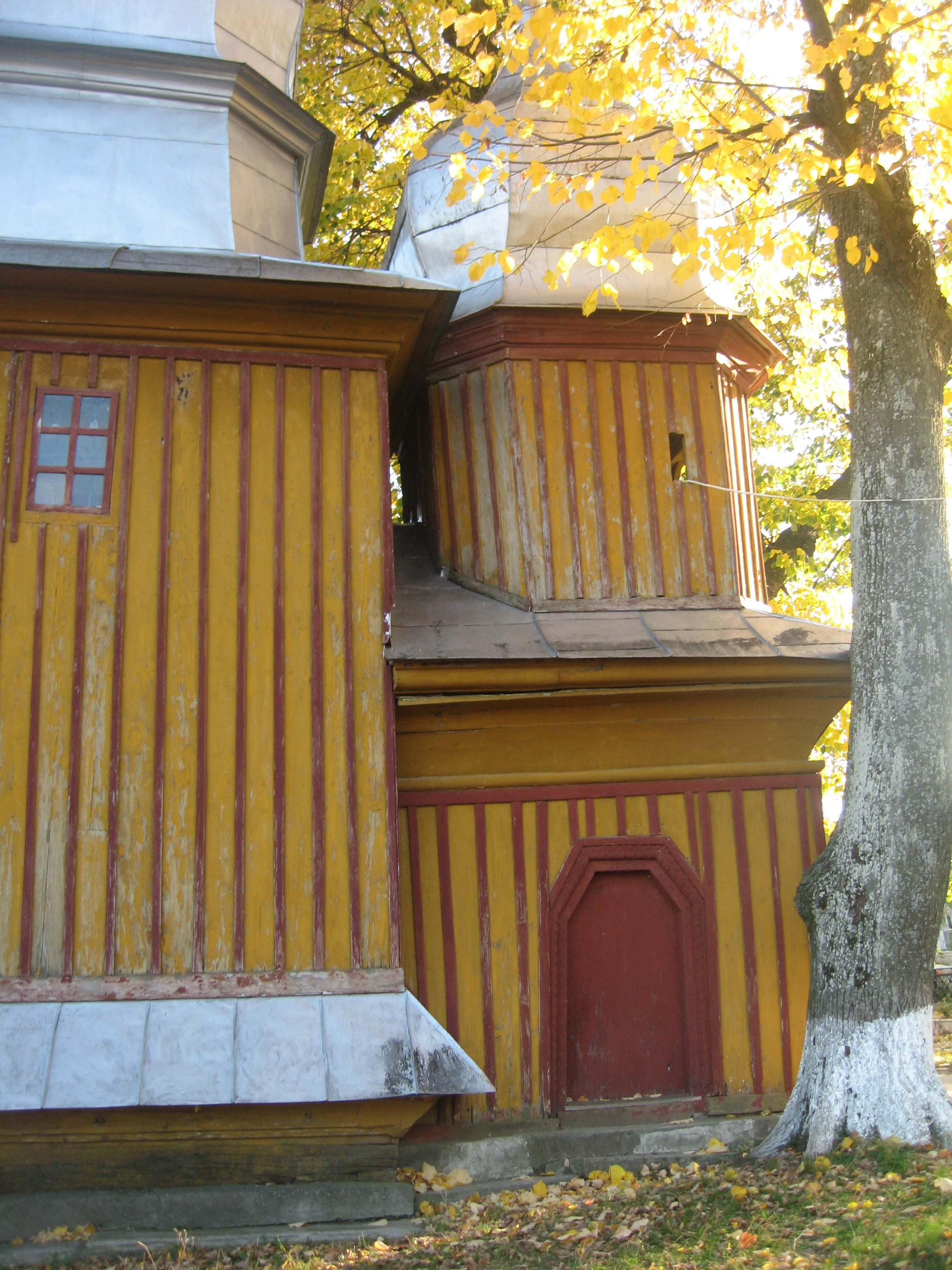
Turnul clopotniță lipit de corpul bisericii are o intrare și pe latura nordică
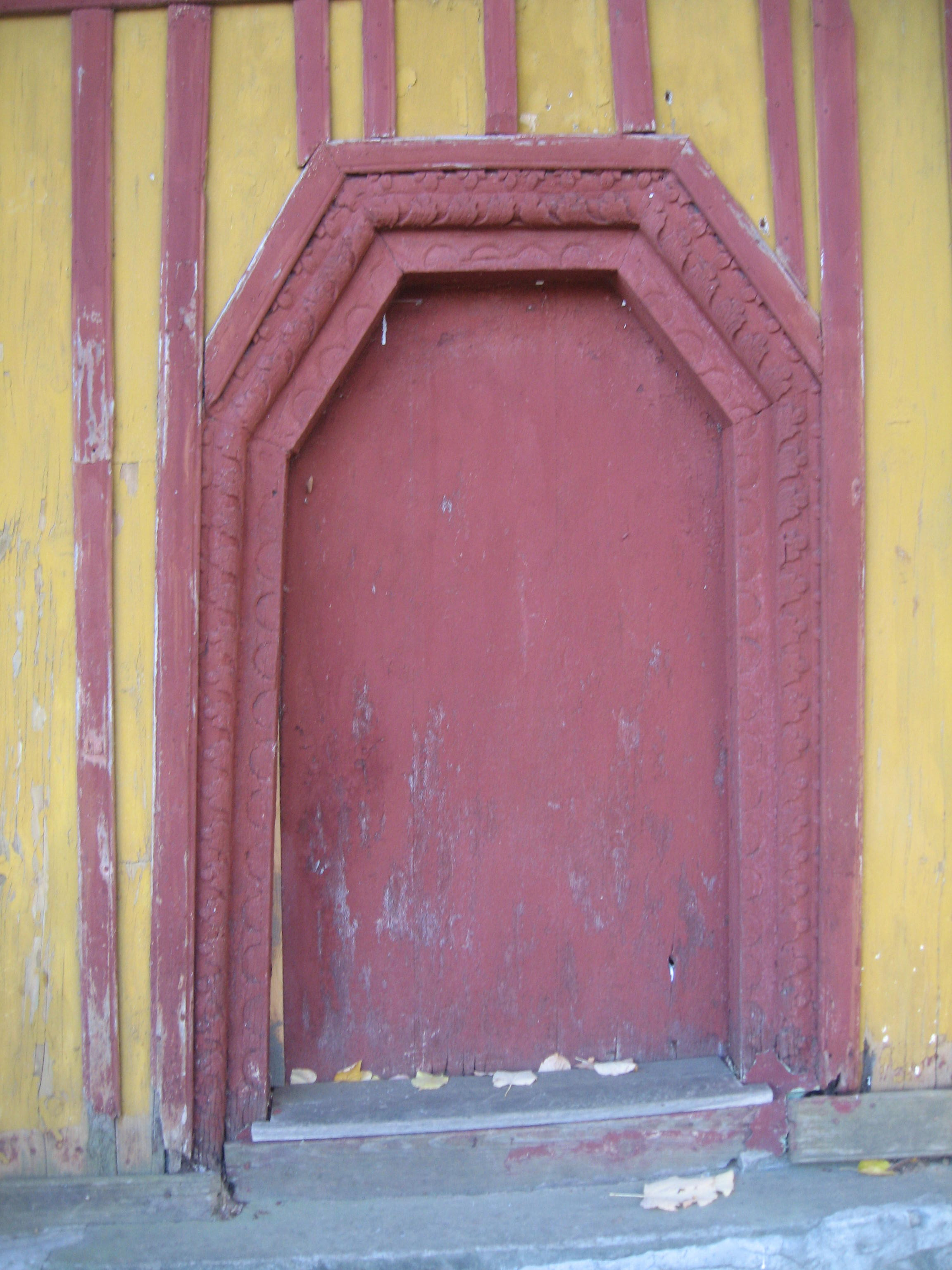
Intrarea în turnul clopotniță de pe latura nordică
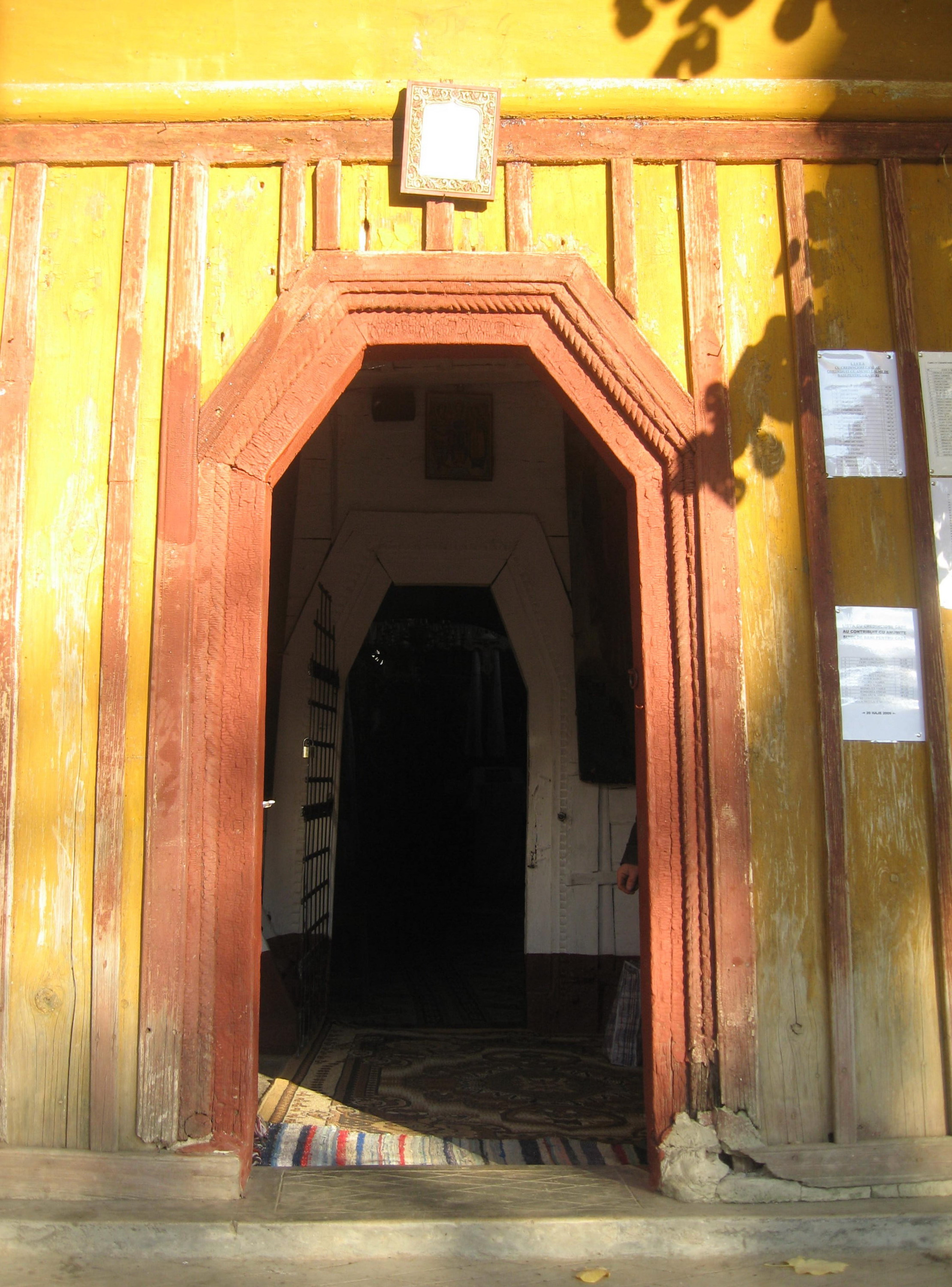
Intrarea în turnul clopotniță de pe latura vestică
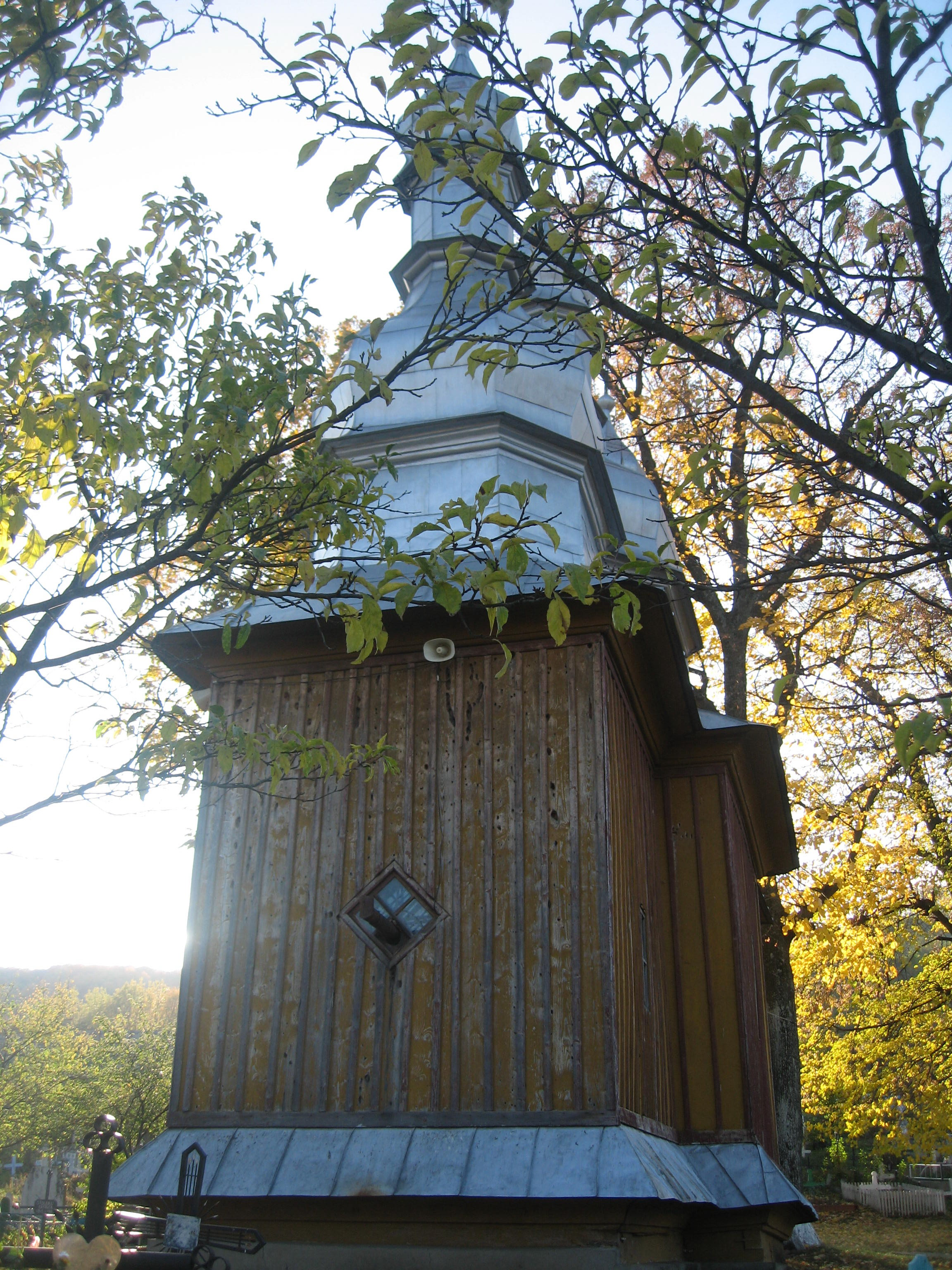
Absida altarului
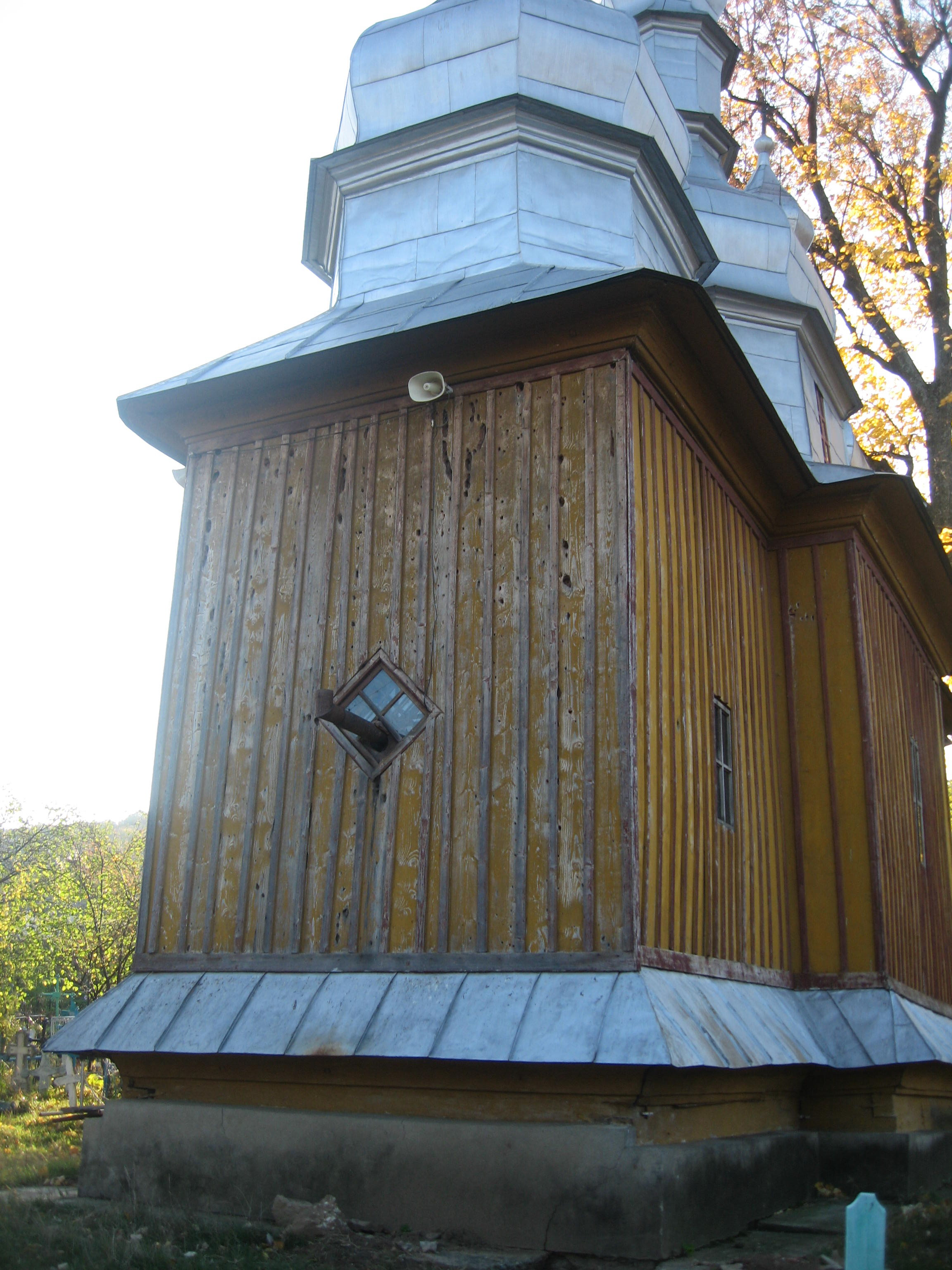
Absida altarului
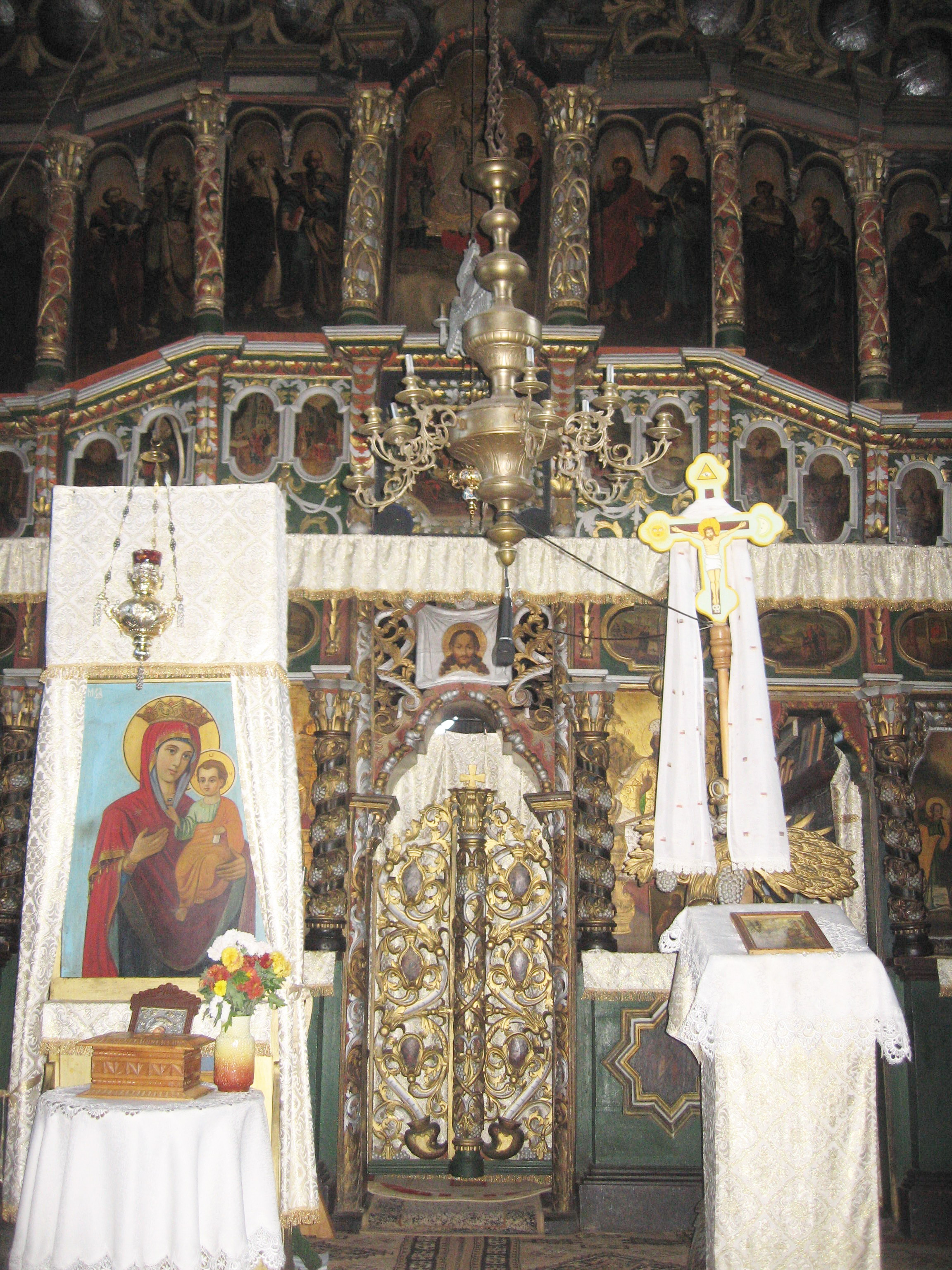
Iconostasul
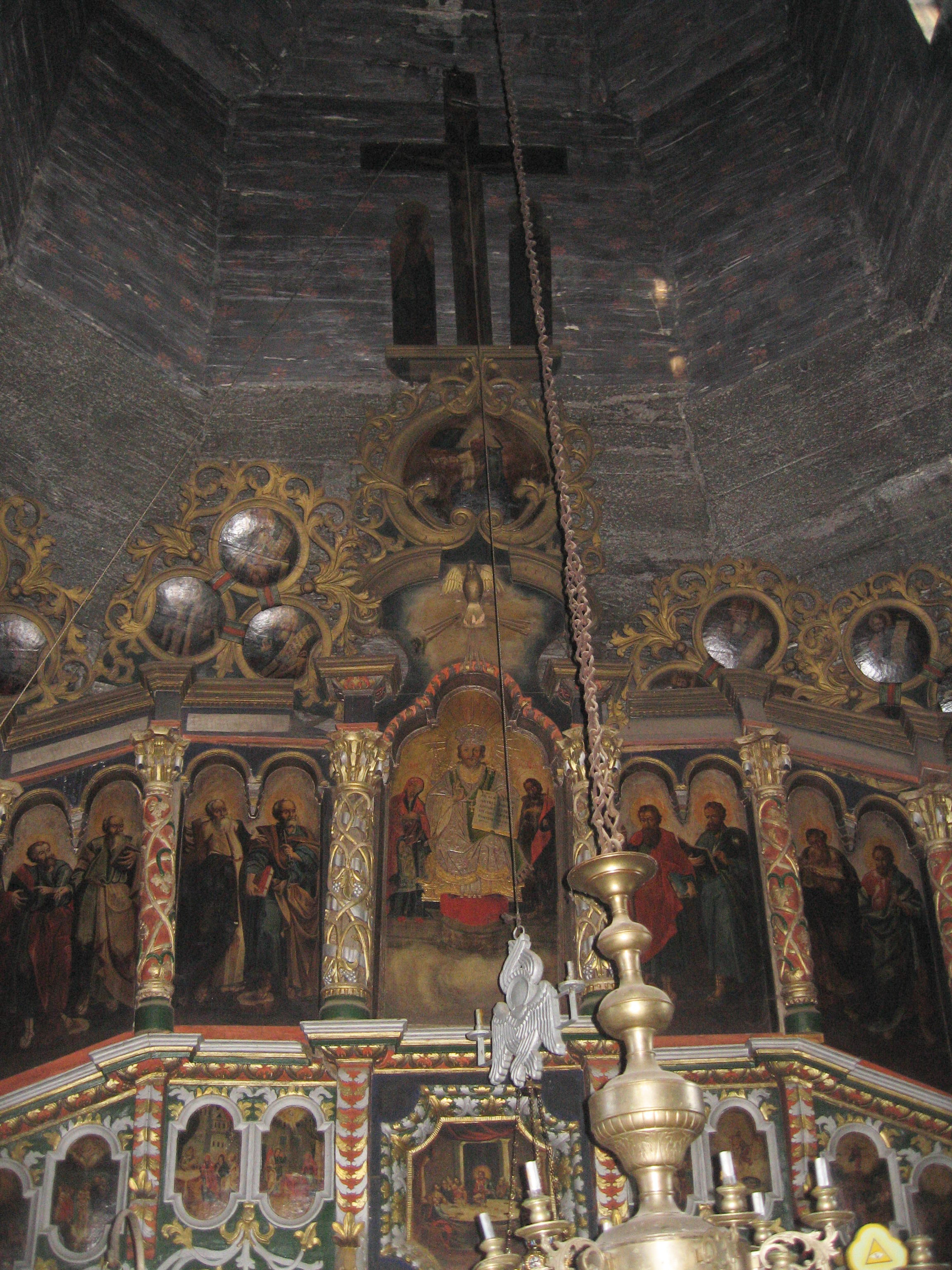
Registrul superior al iconostasului
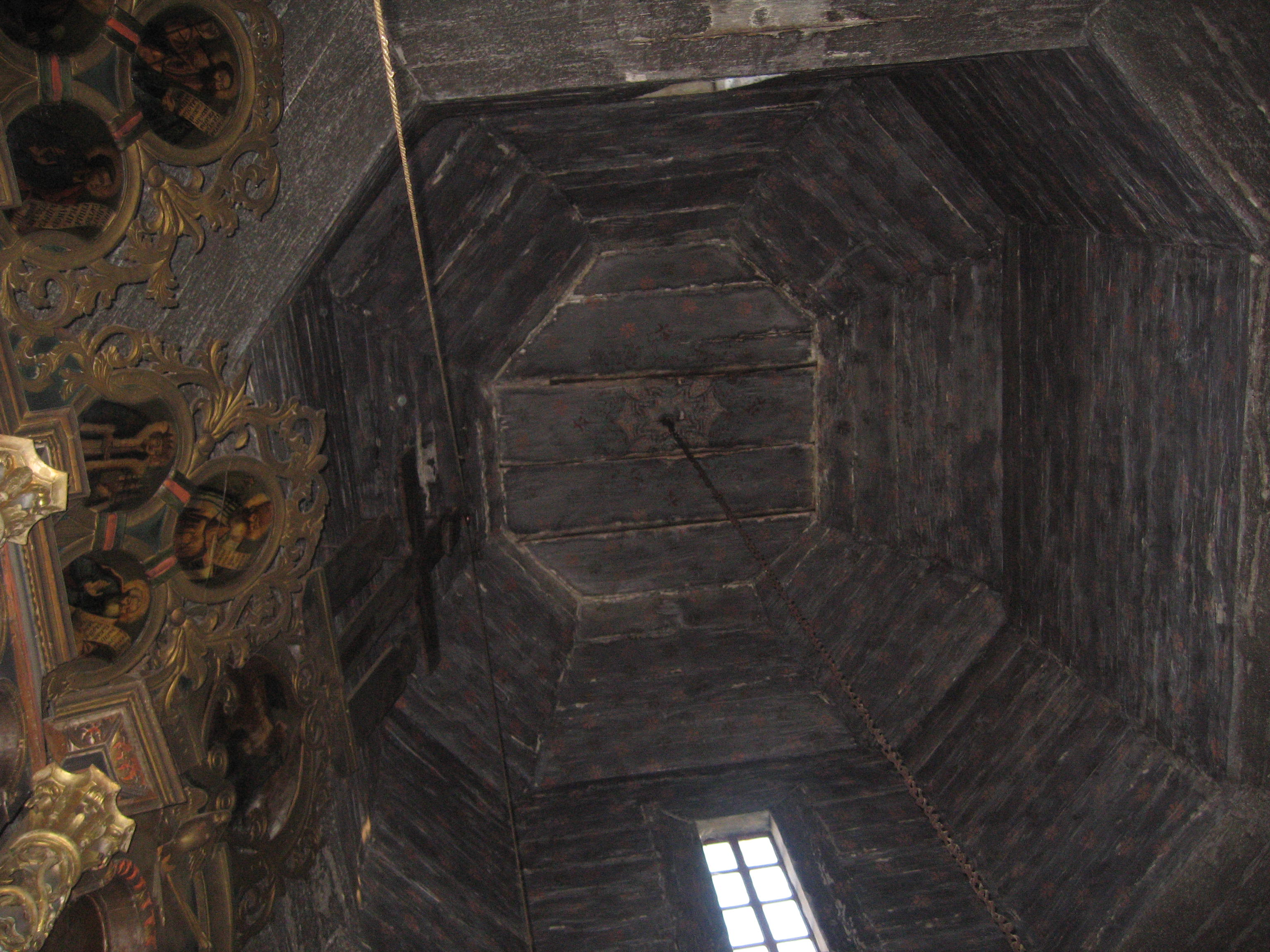
Bolta turlei aflate deasupra naosului
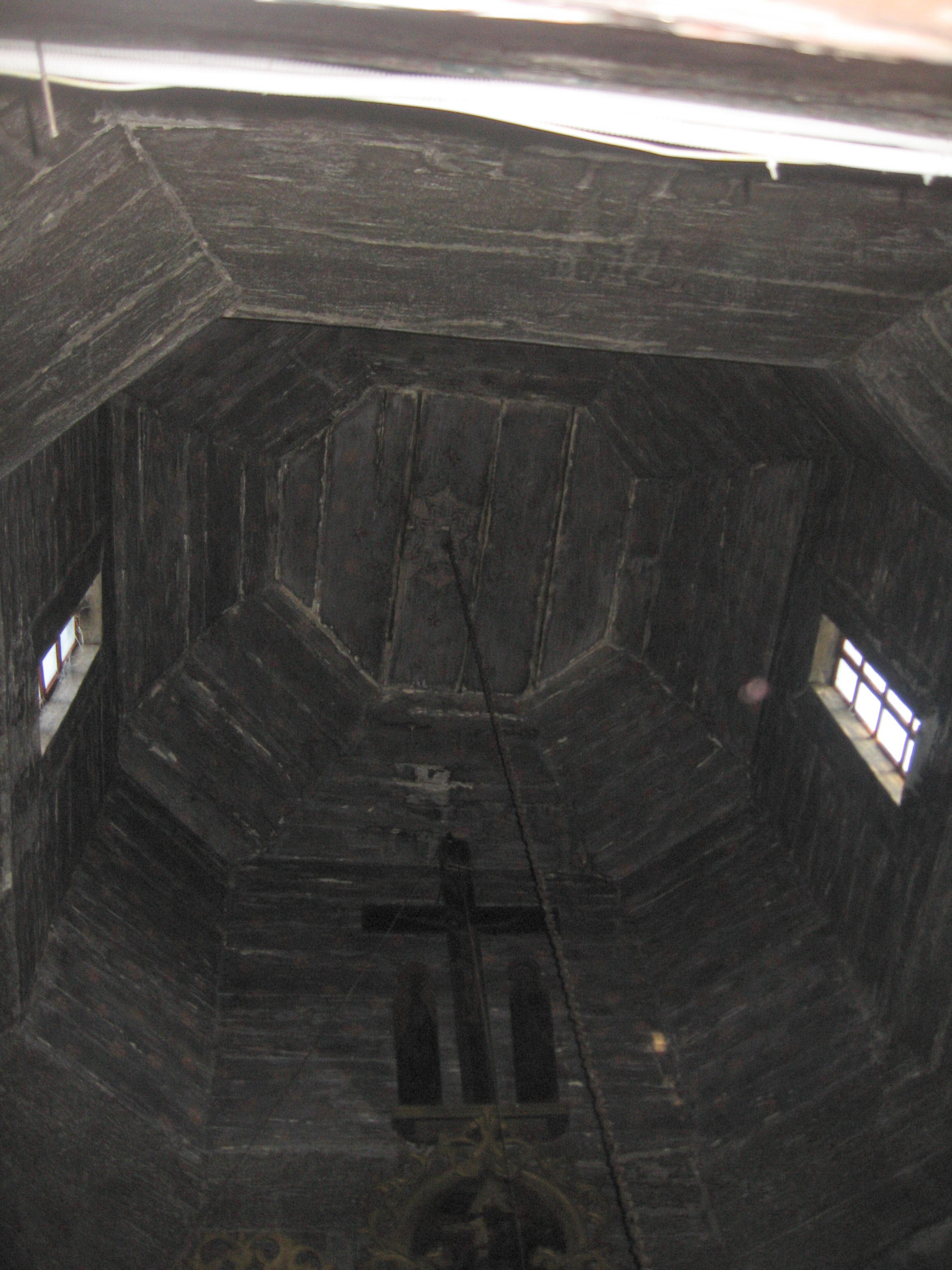
Bolta turlei aflate deasupra naosului
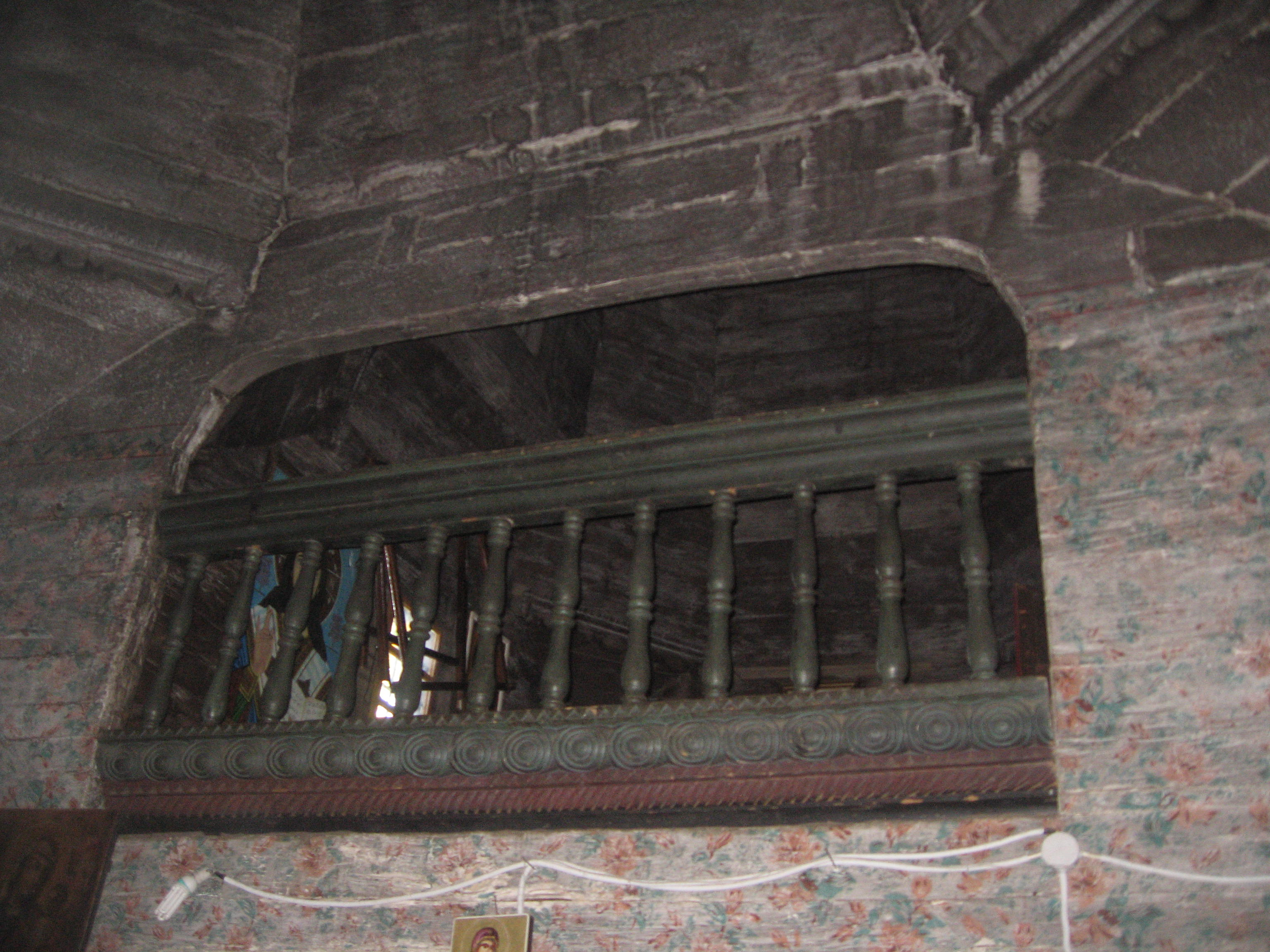
Balconul corului este aflat deasupra pronaosului
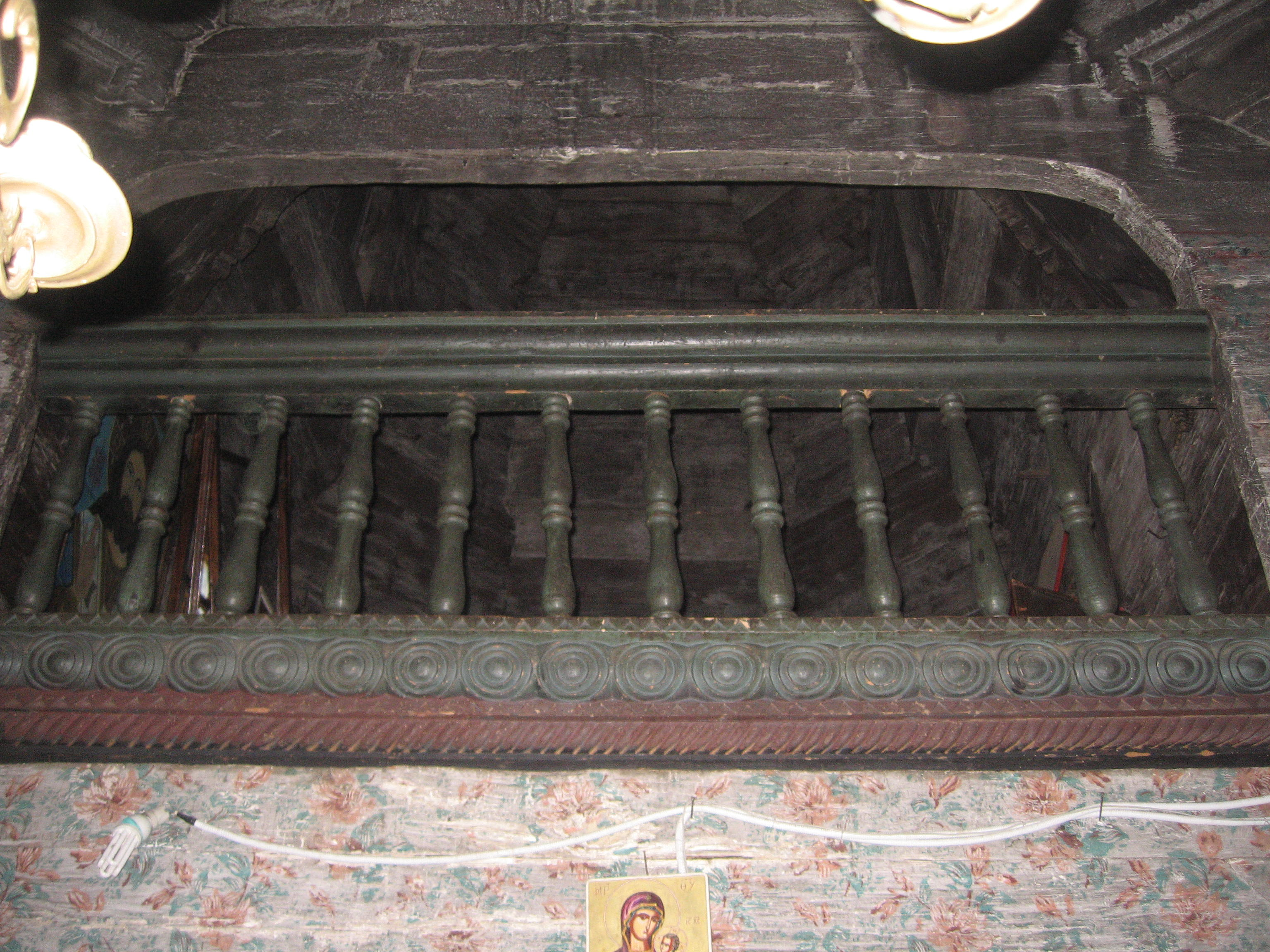
Balconul corului este aflat deasupra pronaosului
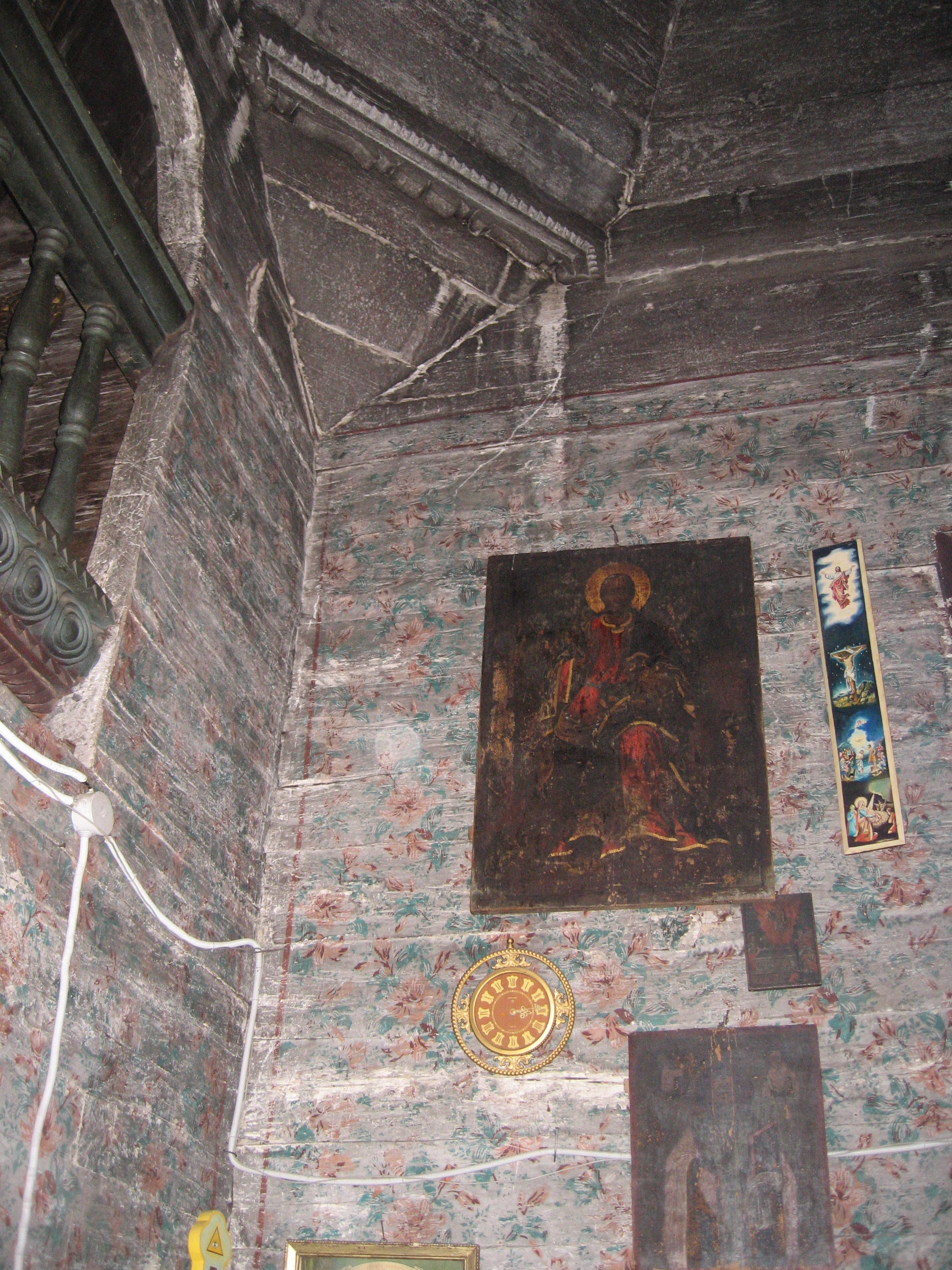
Perete interior nordic al naosului
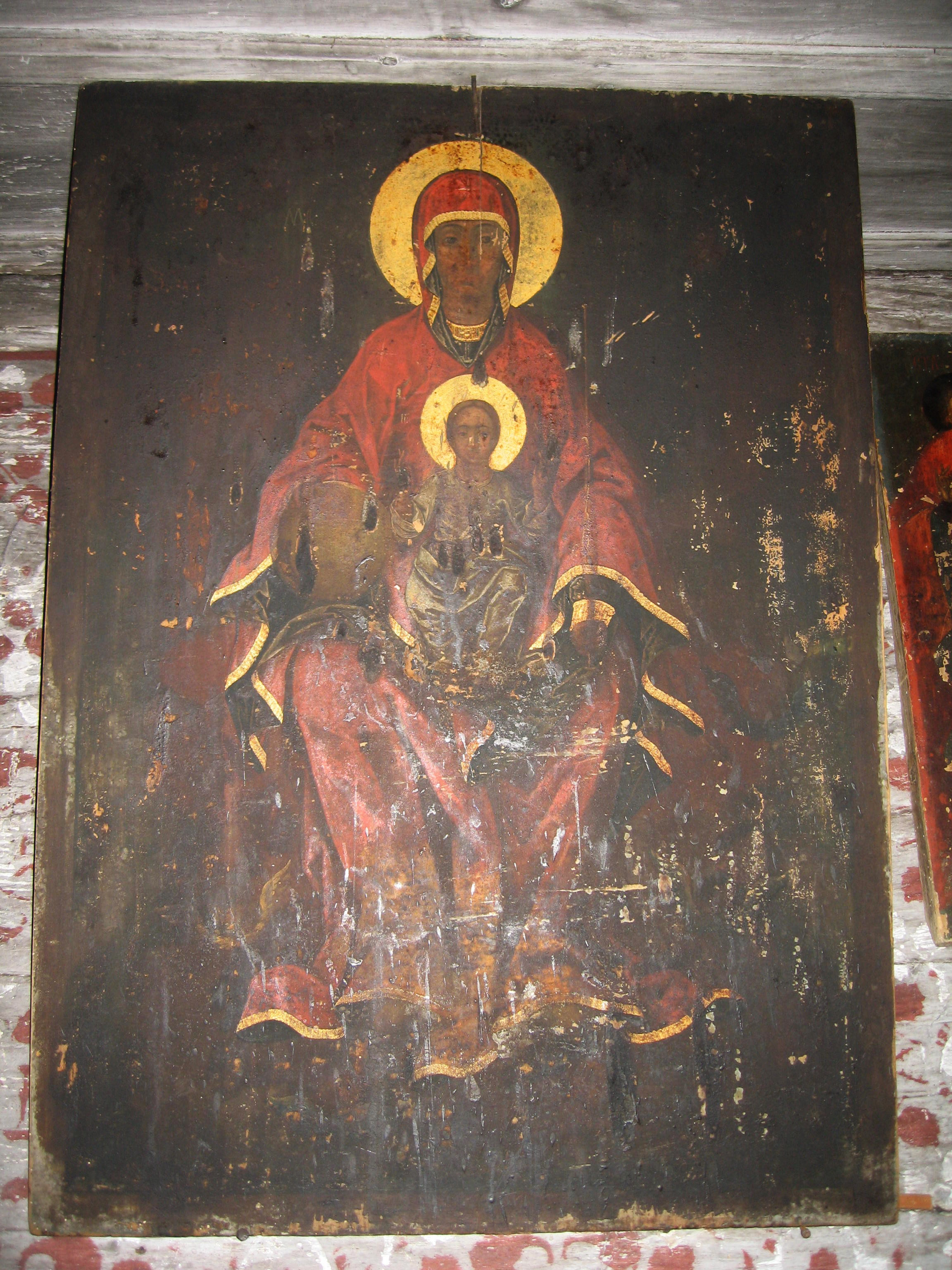
Icoana "Maica Domnului și pruncul"
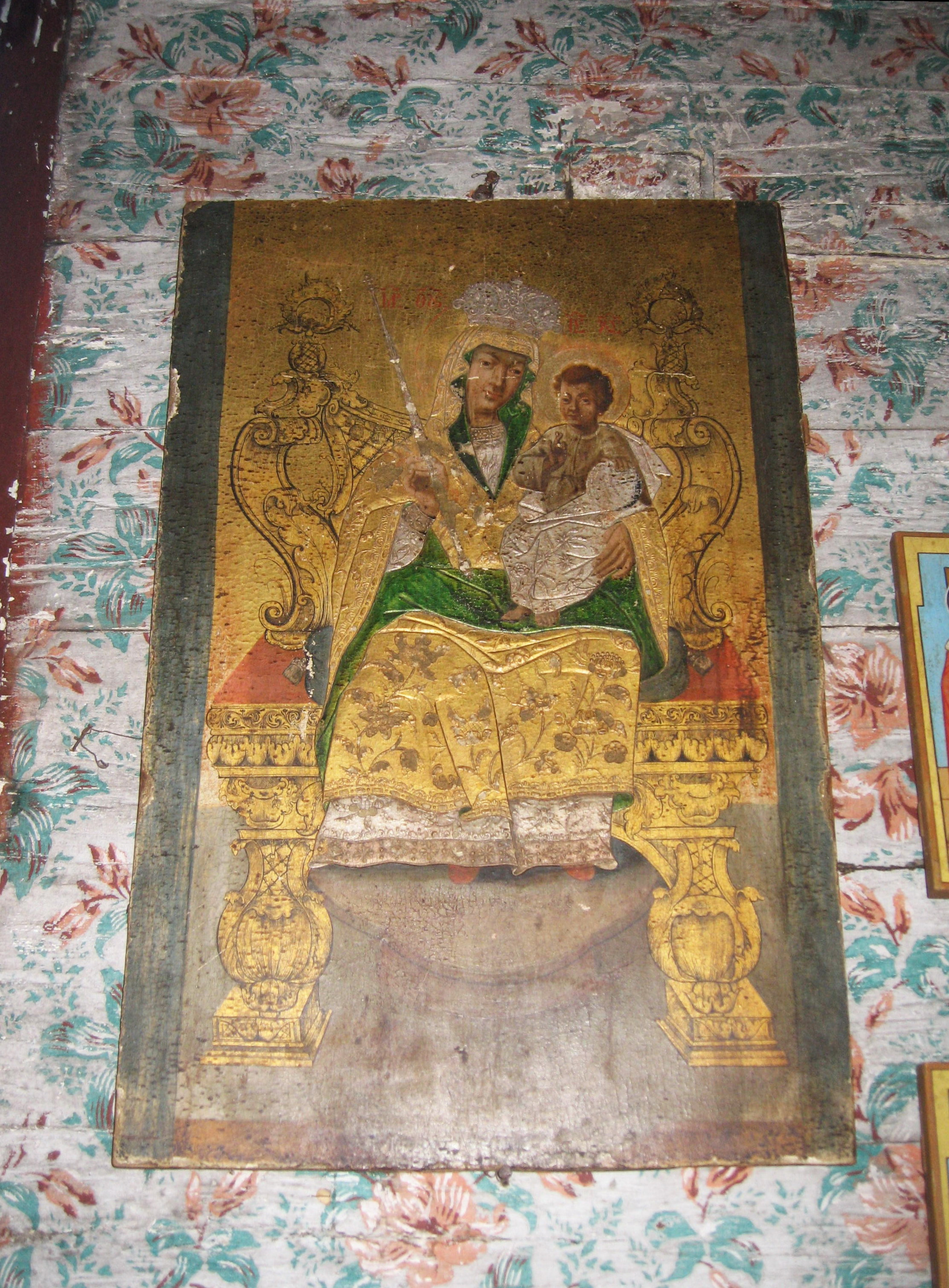
Icoana "Maica Domnului și pruncul"
Clopotnița
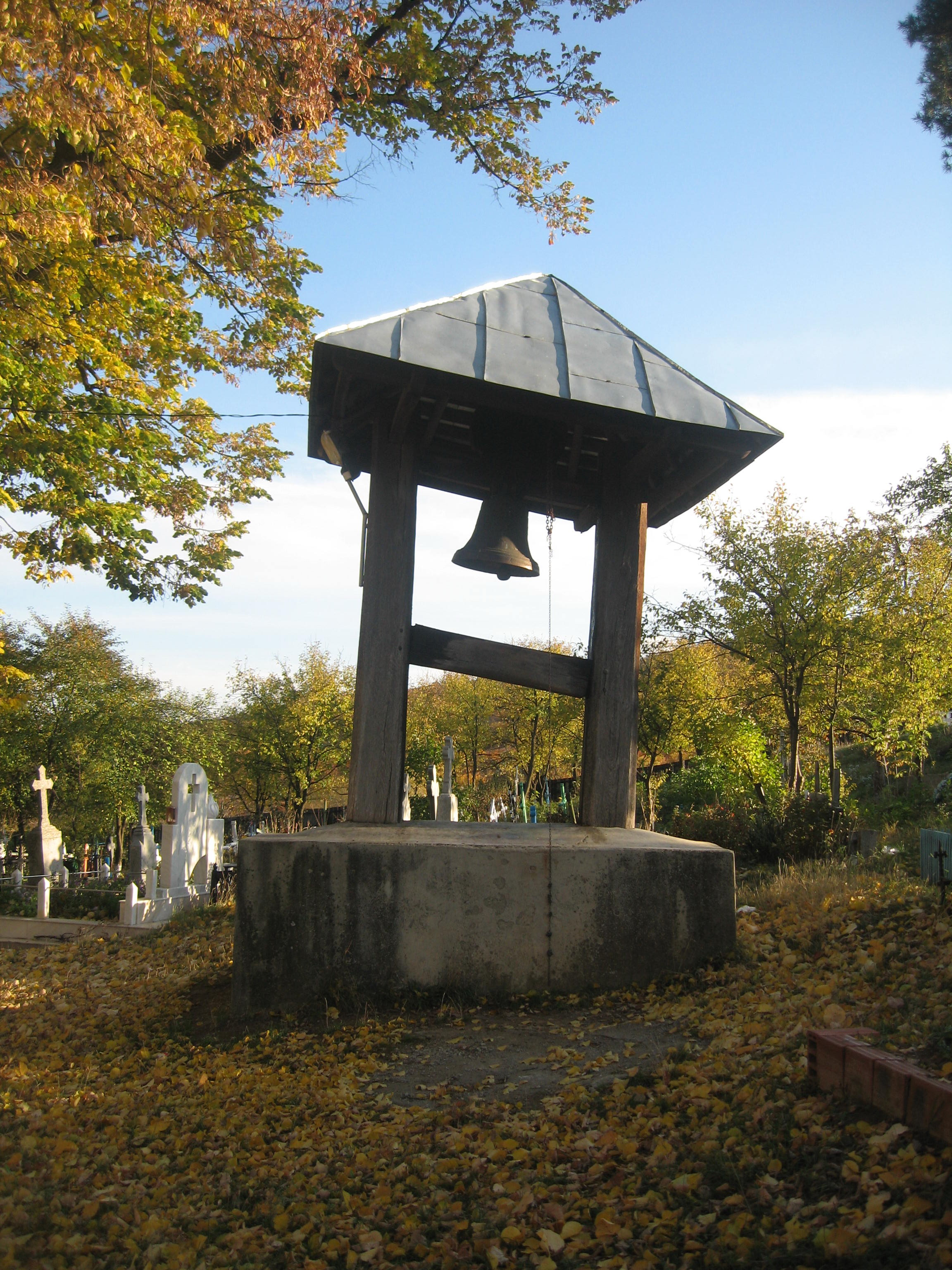
Clopotnița
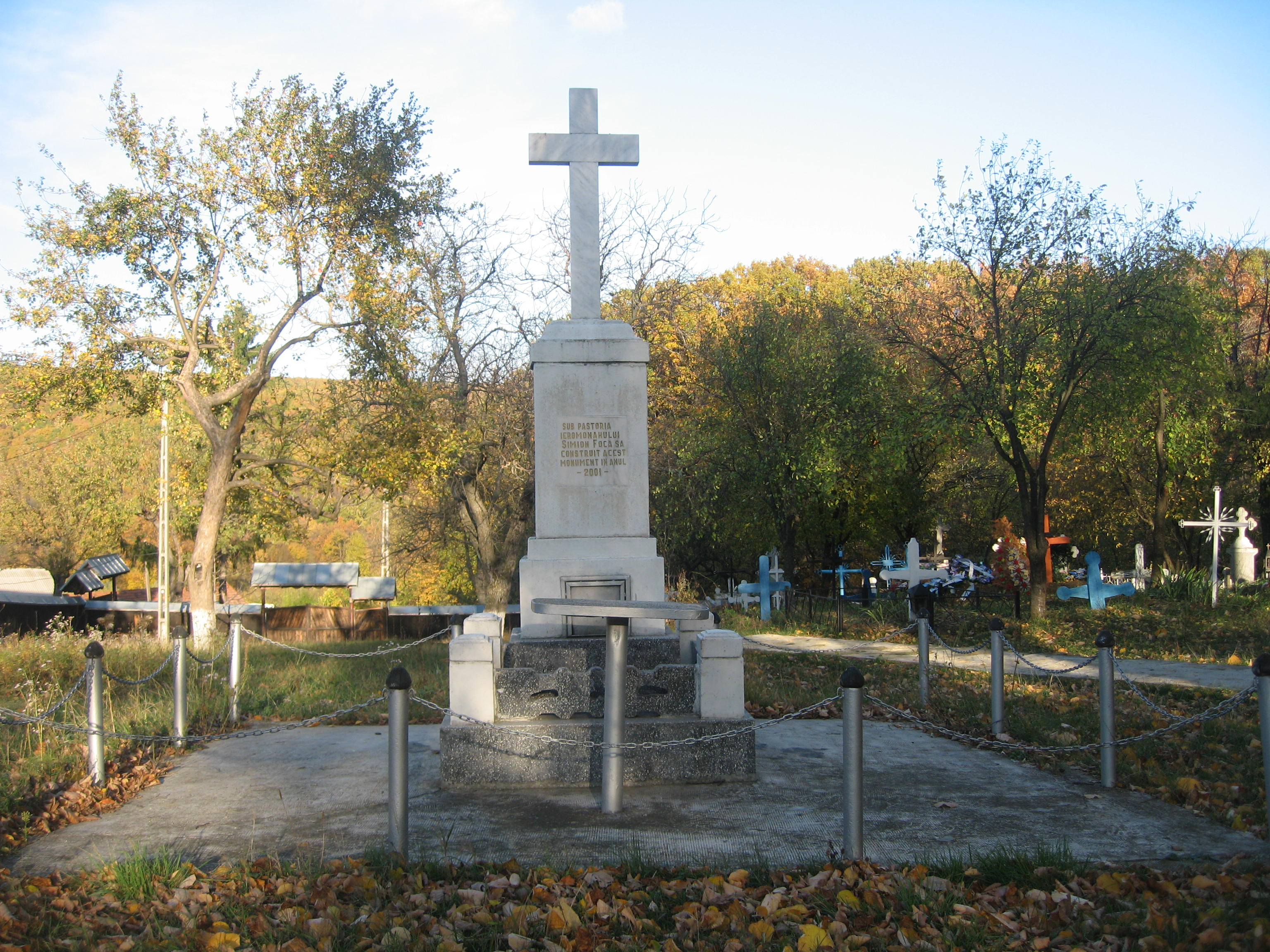
Monumentul eroilor locali, construit în anul 2001 sub păstoria ieromonahului Simion Foca
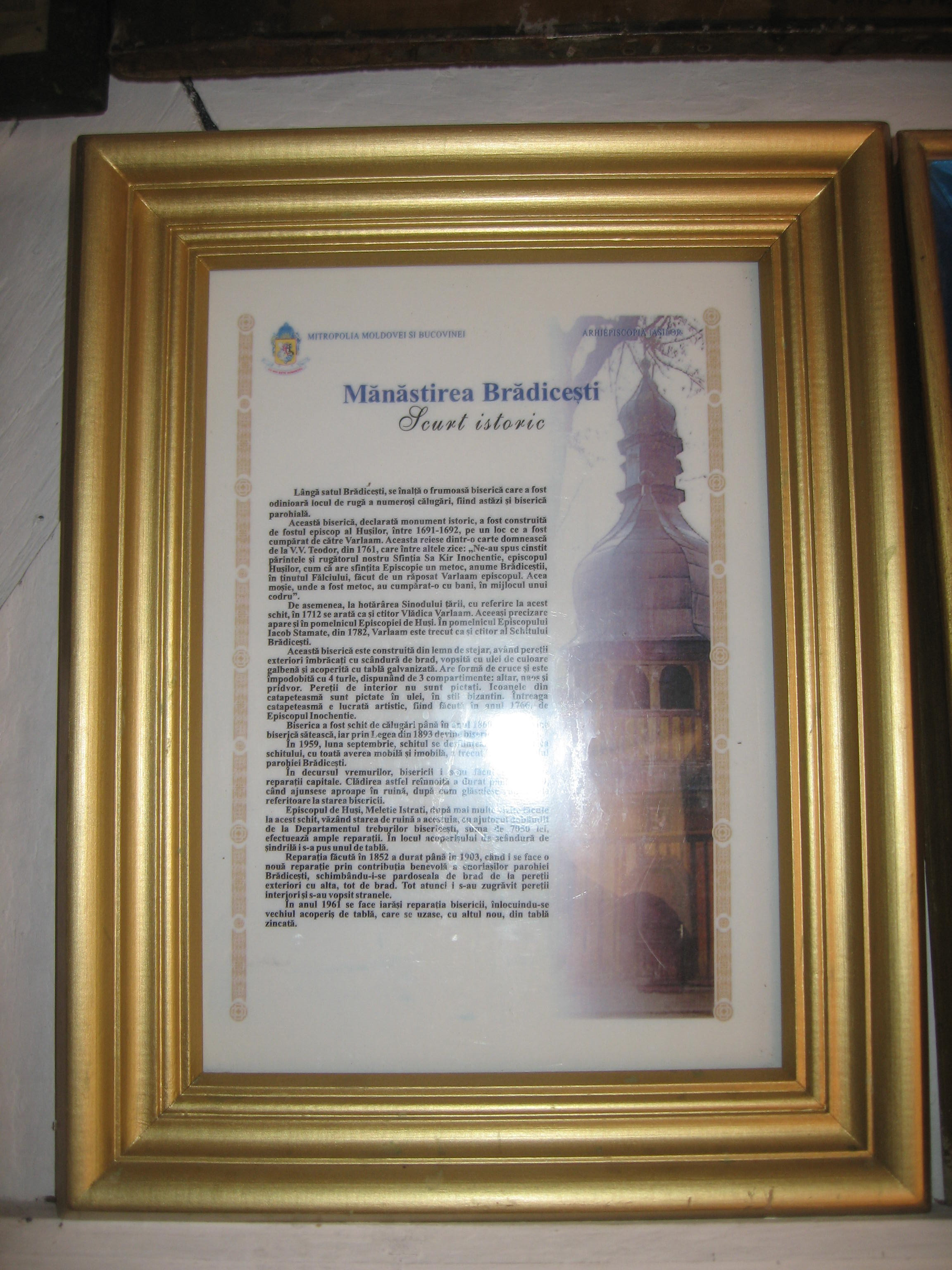
Istoric al Mănăstirii Brădicești, amplasat pe peretele bisericii de lemn